# Olivier Giroud
Pour les articles homonymes, voir Giroud et Olivier Giroud (sculpteur).
Olivier Giroud, né le 30 septembre 1986 à Chambéry (Savoie), est un footballeur international français qui évolue au poste d'attaquant au LOSC Lille. 
Doté d'un profil atypique, Olivier Giroud s’inscrit dans la lignée des joueurs de pivot, grand en taille et bon de la tête tout en possédant une large panoplie de buts tels que les volées, ciseaux, retournés et coups francs, qui lui permet d'être couronné du prix Puskás 2017. Remportant de nombreux titres, tant avec l'équipe de France qu'avec les clubs où il a joué, Olivier Giroud est l'un des rares joueurs français à atteindre la finale de la Coupe du monde, de l'Euro, de la Ligue des champions et de la Ligue Europa.
Formé au Froges OCF, il signe son premier contrat professionnel en 2005 au Grenoble Foot 38 alors en Ligue 2. Le club le prête en 2007 au FC Istres en National puis en 2008, il intègre pour deux saisons le Tours FC, club de Ligue 2. Recruté par le Montpellier HSC, il réalise une excellente saison 2011-2012 en remportant le Championnat de France et en étant sélectionné en équipe de France lors de l'Euro 2012.
Olivier Giroud connaît l'apogée de sa carrière à l'étranger, chez les Gunners d'Arsenal, avec lesquels il remporte trois coupes d'Angleterre en 2014, 2015 et 2017 et trois Community Shield en 2014, 2015 et 2017, chez les Blues de Chelsea où il remporte une Coupe d'Angleterre en 2018, une Ligue Europa en 2019 et une Ligue des champions en 2021, chez les Rossoneri de l'AC Milan où il remporte le championnat d'Italie en 2022 puis au Los Angeles FC où il remporte la Coupe des États-Unis.
Troisième joueur le plus capé de l'histoire de l'équipe de France avec 137 apparitions sous le maillot bleu, Olivier Giroud honore sa première sélection sous le mandat de Laurent Blanc. Il devient un joueur clé de la sélection sous Didier Deschamps avec lequel il atteint la finale de l'Euro 2016, remporte la Coupe du monde 2018 et atteint la finale de la Coupe du monde 2022. Il est, depuis 2022, le meilleur buteur de l'histoire de l'équipe de France, totalisant 57 buts. Il prend sa retraite internationale après l'Euro 2024.

## Biographie

### Jeunesse et formation
Olivier Giroud est le fils de Denis Giroud et de Viviane Arnaud-Goddet. Il a deux grands-pères français (Henri Giroud et Jean Arnaud-Goddet) et deux grands-mères italiennes (Yvonne Avogadro et Antonia Gaiatto),. Il grandit aux côtés de sa sœur Bérangère et de ses deux frères, Bertrand et Romain. Ce dernier a fréquenté le centre de formation de l'AJ Auxerre sans jamais signer professionnel et a compté plus d'une quarantaine de sélections dans les équipes de France de jeunes. Olivier Giroud étudie les sciences du sport à l'université de Grenoble, s'entraîne le matin et étudie l'après-midi.

### Carrière en club

#### Jeunes années (1994-2005)
Formé au Grenoble Foot 38, Olivier Giroud fait partie de la sélection de Rhône-Alpes qui remporte la Coupe nationale des 14 ans en 2001 : Giroud inscrit deux buts en finale lors d'une victoire quatre buts à un. Il participe à un stage en août 2001 avec l'équipe de France des moins de 16 ans, aux côtés de Yoann Gourcuff et de Yohan Cabaye.

#### Débuts en Ligue 2 au Grenoble Foot 38 (2005-2007)
Après avoir signé son premier contrat professionnel en 2005 avec son club formateur, il joue son premier match professionnel lors de la 31e journée de Ligue 2 et entre de nouveau lors de plusieurs matchs sans jamais être titularisé.
Indépendamment de son parcours professionnel, Olivier Giroud, après avoir obtenu son baccalauréat économique et social (ES), valide une deuxième année de licence en sciences et techniques des activités physiques et sportives (STAPS) à l'université de Grenoble. Il déclare : « J'ai souhaité aller au bout de mes études pour devenir prof de sport ou préparateur physique, et avoir un bagage si le football ne marchait pas »,.

#### Passage par le FC Istres (2007-2008)
Avec l'arrivée de Mécha Baždarević, Giroud est prêté au FC Istres qui évolue alors en National. Olivier Giroud dira plus tard que Mécha Baždarević lui aurait dit qu'il n'avait pas le niveau pour jouer en Ligue 2, encore moins en Ligue 1, propos que l’entraîneur bosnien démentira. Il finit la saison avec 14 buts (4e meilleur buteur du championnat) lors de la saison 2007-2008 avec Istres puis est recruté la saison suivante par le Tours FC, promu en Ligue 2.

#### Retour en Ligue 2 avec le Tours FC (2008-2010)

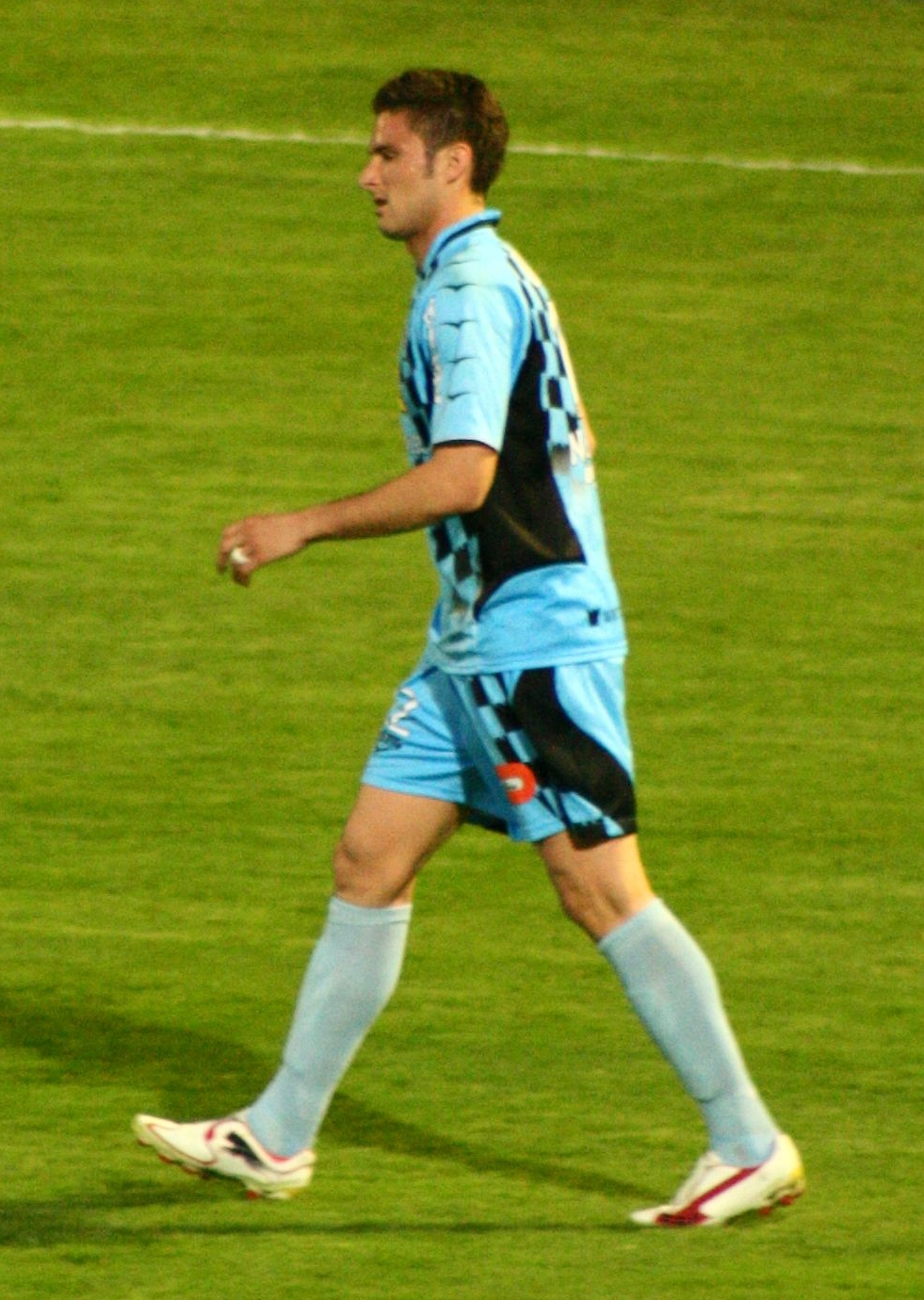
Olivier Giroud sous les couleurs de Tours en 2010.

Le 21 octobre 2008, Olivier Giroud marque ses deux premiers buts sous les couleurs du Tours FC face au Racing Club de Lens au stade de la Vallée du Cher. Il inscrit un quadruplé contre la SS Jeanne d'Arc en 32e de finale de la Coupe de France, le 3 janvier 2009 et finit à la seconde place des meilleurs buteurs de la coupe de France avec 5 buts en 3 matchs.
Sa deuxième saison débute bien avec notamment un quadruplé lors de la 7e journée de Ligue 2 contre l'AC Arles-Avignon (4-2), le 18 septembre 2009. Il se distingue lors de la première partie du championnat avec 13 buts en 19 matchs ce qui luit vaut de susciter lors du marché hivernal des transferts, l'intérêt de nombreux clubs de l'élite. Olivier Giroud est sollicité par plusieurs clubs britanniques et français. Le club étant désireux de le voir terminer la saison en Touraine, il refuse l'offre du Celtic Glasgow. Le 25 janvier 2010, son transfert au Montpellier HSC est officialisé, il signe un contrat de trois ans et demi et le club héraultais le prête jusqu'à l'été au club tourangeau. L'indemnité du transfert est évaluée à deux millions d'euros. Il termine finalement la saison meilleur buteur de Ligue 2 avec 21 buts et est élu meilleur joueur du championnat 2009-2010 par ses pairs, à l'occasion des trophées UNFP du football.

#### Premier titre avec le Montpellier HSC (2010-2012)
Sa bonne saison en Ligue 2 éveille la curiosité des médias, et de nombreux articles sont publiés sur lui lors de l'été 2010. Le magazine France Football le décrit « à la fois costaud et élancé », possédant « une protection de balle et un jeu de corps diaboliques, sans occulter une réelle élégance. Son jeu de tête est redoutable grâce à sa taille mais aussi à un vrai sens du timing et à une bonne détente. Malgré sa grande taille, il n'en est pas moins mobile. Néanmoins il manque d'explosivité, doit améliorer sa vitesse d'exécution et progresser dans le placement, le déplacement et le sens tactique ».
Olivier Giroud marque lors de son premier match sous les couleurs de son nouveau club en tour préliminaire de la Ligue Europa 2010-2011 face au Győri ETO FC. Malgré une victoire 1-0 en Hongrie, le club français est éliminé aux tirs au but au match retour. Le 18 janvier 2011, lors de la demi-finale de la Coupe de la Ligue, Olivier Giroud qualifie le Montpellier Hérault SC en marquant de la tête durant la prolongation face au Paris-Saint-Germain. Les Héraultais s'inclinent finalement en finale de cette compétition face à l'Olympique de Marseille et terminent à la 14e place en championnat, malgré les douze buts d'Olivier Giroud.
Le 15 octobre 2011, Olivier Giroud marque son premier triplé en Ligue 1 contre le Dijon FCO. Il récidive le 26 novembre suivant sur la pelouse du FC Sochaux-Montbéliard. Il confirme son excellente forme du moment dès la semaine suivante au stade de la Mosson, en marquant un but et en délivrant trois passes décisives contre le FC Lorient.
Dans le duel qui oppose Montpellier au Paris SG, Giroud et les siens terminent Champions de France 2012 tandis que l'avant‑centre français reçoit le titre de meilleur buteur de la saison, avec 21 réalisations.

#### Les années Arsenal (2012-2018)

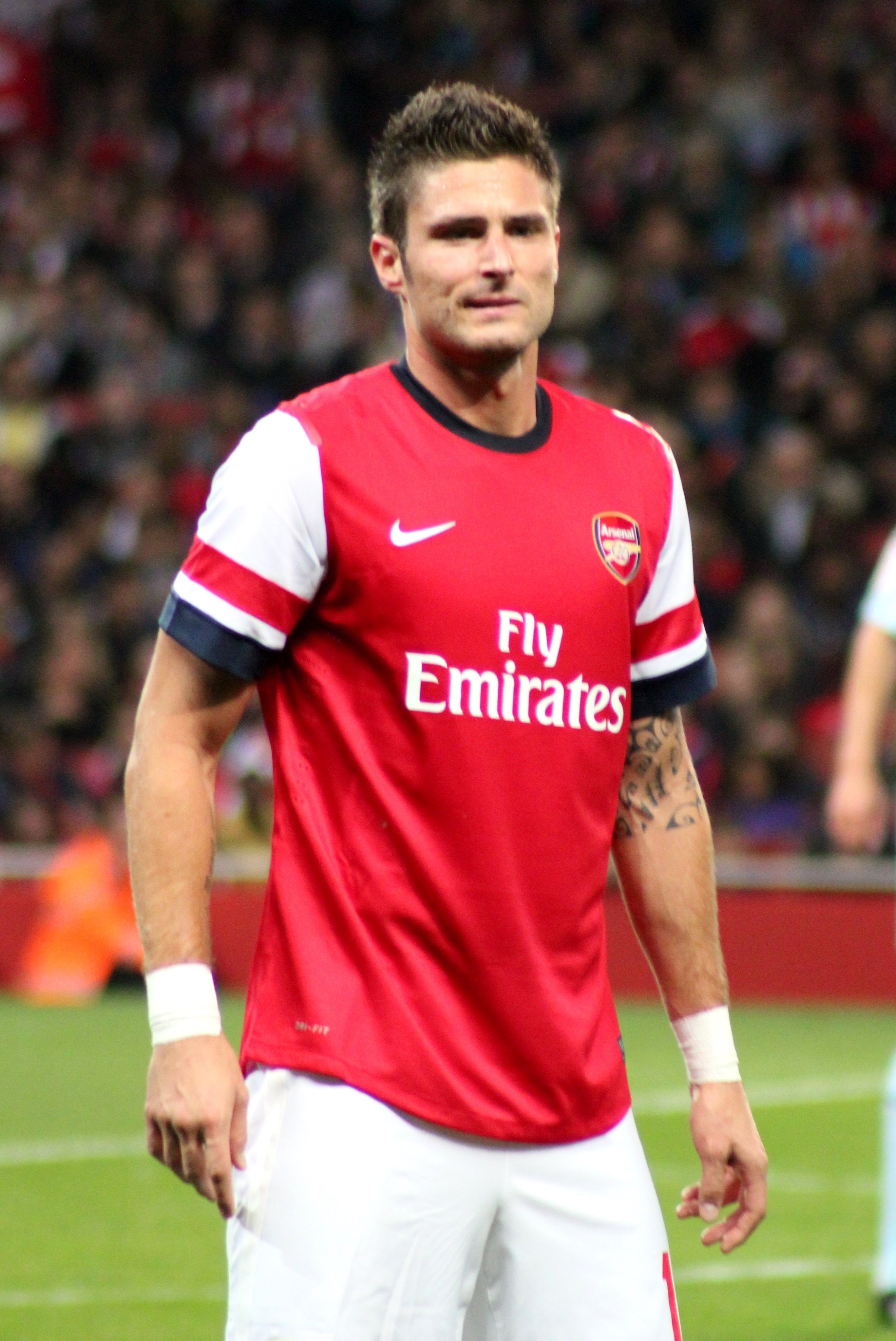
Giroud avec Arsenal en 2012.

Olivier Giroud est courtisé par le Bayern de Munich et Bixente Lizarazu estime que Giroud est meilleur technicien que Mario Gomez et qu'il peut s'adapter au Bayern. Finalement, le 26 juin 2012, Olivier Giroud signe en faveur du club londonien d'Arsenal, le transfert prenant effet le 1er juillet suivant. La durée du contrat n'est pas communiquée par le club mais les médias parlent d'un contrat de quatre ans. Un mois plus tard, le club annonce que Giroud hérite du numéro 12.
Le 18 août 2012, Giroud prend part à son premier match officiel sous le maillot des Gunners en entrant en jeu à la 65e minute lors du match comptant pour la première journée de Premier League face à Sunderland (0-0). Le 18 septembre suivant, il joue son premier match de Ligue des champions à l'occasion de la première journée de la phase de groupes de la compétition face à ses anciens coéquipiers du Montpellier HSC. Il est impliqué sur les deux buts de son équipe avant d'être remplacé un quart d'heure avant la fin de la rencontre (victoire 1-2). Le 26 septembre 2012, Giroud marque son premier but avec Arsenal en ouvrant le score à l'occasion de la rencontre comptant pour le troisième tour de la Coupe de la Ligue anglaise face à Coventry City (victoire 6-1). Le 6 octobre suivant, il marque pour la première fois en Premier League lors du match comptant pour la 7e journée à West Ham (victoire 1-3). Le 6 novembre 2012, il marque son premier but en Ligue des champions lors du match face au FC Schalke 04 (2-2). Quatre jours plus tard, il inscrit son premier doublé en Premier League à l'occasion de la rencontre comptant pour la 11e journée face au Fulham FC (3-3). La journée suivante, il inscrit un but lors de la large victoire (5-2) de son équipe face à leur ennemi historique de Tottenham. Après plusieurs matchs sans jouer, Giroud entre en jeu à la 74e minute et réussit en un peu plus d'un quart d'heure à inscrire un doublé et touche la transversale lors de la victoire de son équipe sur le score de 7-3 face à Newcastle, lors de la vingtième journée de Premier League. Le 23 janvier 2013, il inscrit un doublé face à West Ham lors du large succès des Gunners 5-1. Trois jours plus tard, il inscrit un deuxième doublé consécutif face à Brighton permettant à son équipe de gagner 3-2. Dans la même semaine Giroud inscrit un but contre Liverpool avant de délivrer une passe décisive pour Theo Walcott dans la foulée permettant d'accrocher le match nul (2-2). Olivier Giroud termine sa première saison avec 17 buts et 12 passes décisives en 46 matchs sous les couleurs d'Arsenal.
Lors de la présaison 2013-2014, Olivier Giroud inscrit huit buts, plus que n'importe quel autre joueur de l'effectif d'Arsenal. Le 1er septembre 2013, lors du traditionnel North London derby contre Tottenham, il devient le quatrième joueur d'Arsenal à réussir à marquer lors de chacune des trois premières journées de Premier League après Sylvain Wiltord (2002-2003), Thierry Henry (2003-2004) et José Antonio Reyes (2004-2005). Il s'agit également de son huitième but lors d'un derby londonien. Lors de la 37e journée de championnat, il marque le seul but de son équipe contre West Bromwich qui permet de l'emporter.

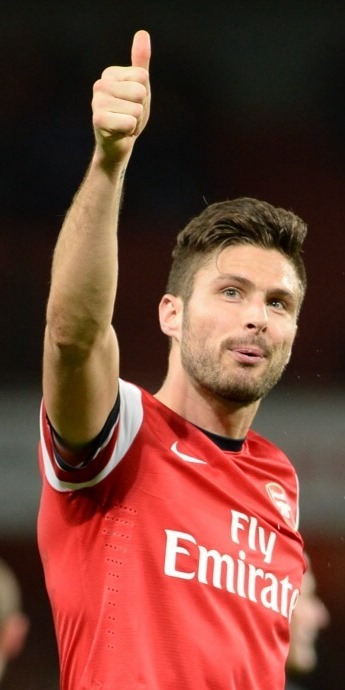
Olivier Giroud avec les Gunners en 2015.

Le 23 août 2014, il permet à son équipe d'égaliser face à Everton à la 89e minute (2-2). Malgré une superbe performance,,, il se fracture le pied gauche et sera absent des terrains quatre mois. Il effectue son retour le 22 novembre face à Manchester United. Malgré une nette domination et un but de Giroud, cela n'empêche pas aux Gunners de concéder une première défaite à domicile en Premier League depuis août 2013 face à Aston Villa. En effet, Arsenal perd 2 buts à 1 après des réalisations de Kieran Gibbs contre son camp et de Wayne Rooney. Le retour de Giroud à Arsenal permet au club de redresser la barre car il réalise une performance exceptionnelle contre Newcastle (victoire 4-1) et il marque face à Liverpool (nul 2-2). Il se fait cependant exclure pour trois matchs face à QPR (victoire 2-1). Il marque face à Manchester City le 18 janvier 2015 où les Gunners battent le champion en titre 2-0. En février, il marque encore face à Crystal Palace où son équipe l'emporte 2-1. En huitièmes de finale de Ligue des champions, face à Monaco, il livre une mauvaise prestation qui lui vaut de nombreuses critiques. Le 1er mars 2015, il se relance en championnat en ouvrant le score contre Everton. Le 17 mars, en huitièmes de finale retour de Ligue des champions, il ouvre le score contre Monaco et répond ainsi aux critiques à la suite de sa prestation décevante à l'aller. Arsenal s'impose 2-0 avec un second but de Ramsey mais ne parvient pas à se qualifier malgré leur domination nette sur les Monégasques. Quatre jours après, il permet encore aux Gunners de gagner face à Newcastle en inscrivant un doublé (victoire 2-1). Il est distingué comme joueur du mois de mars de Premier League en 2015, son entraîneur Arsène Wenger est lui aussi récompensé en tant que meilleur entraîneur. Il confirme son statut de meilleur joueur du mois de mars en marquant contre Liverpool le 4 avril et en se procurant de nombreuses occasions pour une victoire 4 buts à 1 des Gunners. En mai, alors qu'il est remplaçant, Giroud marque le quatrième but en finale de la FA Cup 2015 (victoire 4-0 pour Arsenal contre Aston Villa).
Giroud commence la saison 2015-2016 par le Community Shield. Arsenal soulève le trophée pour la deuxième fois avec celui de l'an passé, après s'être imposé d'un but face à Chelsea. Lors de la seconde journée de championnat, il inscrit son premier but de la saison lors d'un succès contre Crystal Palace (2-1). Giroud, rentré en jeu en seconde mi-temps, marque un but au cours de la cinquième journée de championnat face à Stoke City et consolide la victoire 2-0 des Gunners. Le 16 septembre, Arsenal commence sa saison européenne en Ligue des champions contre le Dinamo Zagreb. Giroud, ayant auparavant déjà écopé d'un carton jaune pour protestation, se fait expulser en fin de première période en recevant un deuxième carton et voit son équipe perdre le match (2-1). Déjà critiqué pour son manque d'efficacité et de confiance, le Français est la cible de la presse anglaise et des supporters,. Il perd sa place d'attaquant au profit de Theo Walcott mais inscrit des buts lors de ses entrées en jeu : contre Leicester, Watford et le Bayern Munich, un but décisif. La blessure de Walcott lui permet de retrouver une place de titulaire. Il marque à l'extérieur contre Swansea de la tête, le 31 octobre. Le 4 novembre, lors de la défaite 5-1 en Ligue des champions face au Bayern Munich, il récidive en marquant d'un redoutable retourné acrobatique, laissant Manuel Neuer impuissant. Il faut attendre le match contre West Bromwich du 21 novembre 2015 pour le voir retrouver le chemin des filets, un but qu'il dédie aux victimes des attentats de Paris du 13 novembre. Le 9 décembre, Olivier Giroud marque son premier triplé en Ligue des champions avec les Gunners, à l'occasion d'un match crucial pour la qualification de son club en 8e de finales. De par ses 3 buts Giroud permet au club de se qualifier pour la suite de la compétition. Le 14 février 2016, face à Leicester, il délivre une superbe passe décisive de la tête pour Theo Walcott qui permet à Arsenal de se relancer dans la partie avant que Danny Welbeck délivre les Gunners dans les derniers instants du match (victoire des Gunners 2-1). Le 15 mai 2016, lors de la 38e et dernière journée de championnat, Olivier Giroud inscrit un coup du chapeau face à Aston Villa, qui permet aux Gunners de terminer la saison 2e au classement. Le match se termine donc avec un score de 4-0 pour Arsenal.
Le 1er janvier 2017, il marque d’un coup du scorpion face à Crystal Palace qui lui vaudra le Prix Puskás de la FIFA 2017. Trois jours plus tard, Olivier Giroud inscrit le but de l'égalisation à 3-3 face à Bournemouth dans les arrêts de jeu. Il est encore une fois décisif en Coupe d’Angleterre face à Preston North End, lors du troisième tour. Nommé capitaine pour la première fois de sa carrière, il offre la qualification aux siens en toute fin de match (1-2).
Le 28 septembre 2017, Giroud inscrit son centième but toutes compétitions confondues sous le maillot d'Arsenal lors du match de Ligue Europa face au BATE Borisov.

#### Sur le toit de l'Europe avec Chelsea FC (2018-2021)

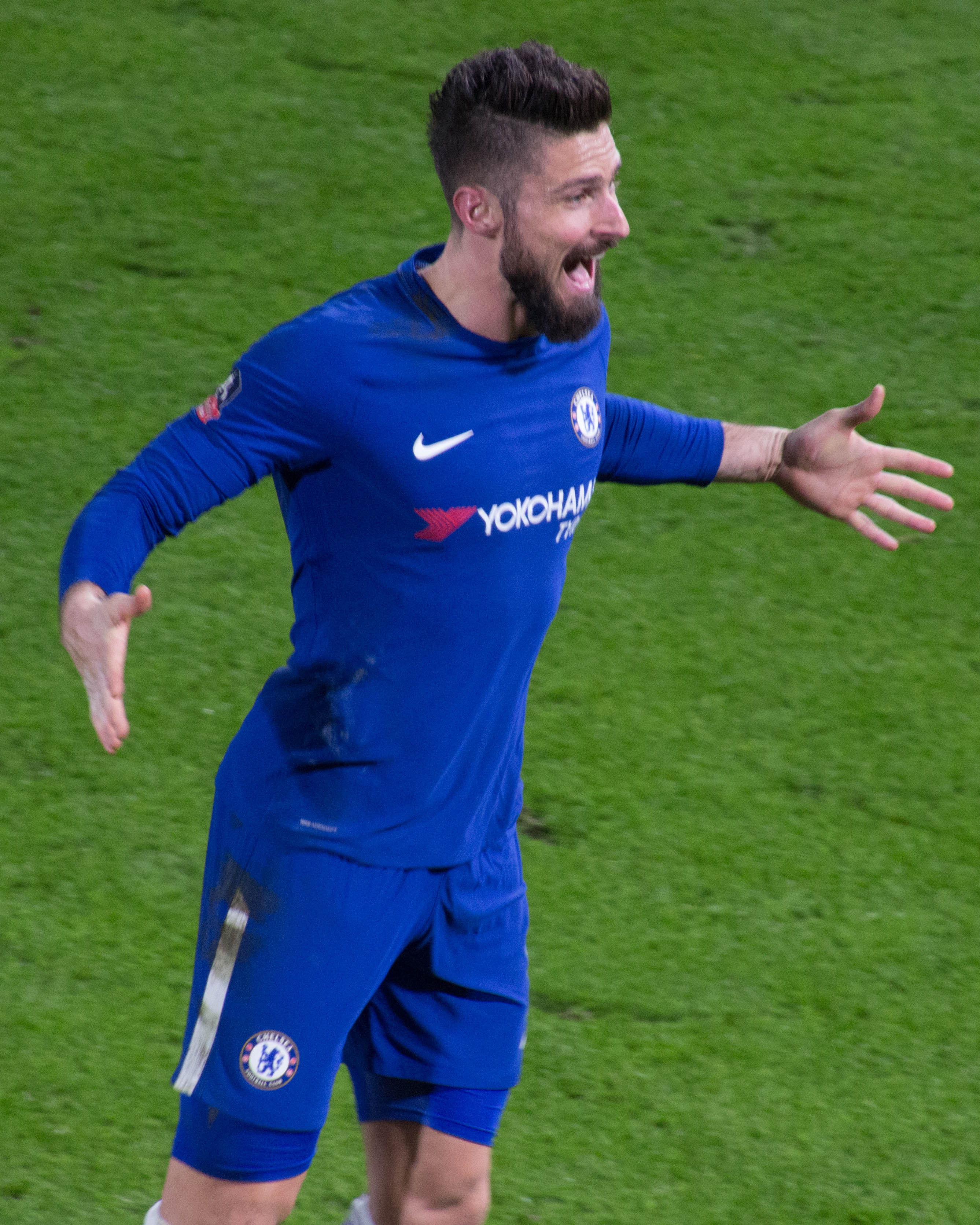
Giroud célébrant un but avec Chelsea en 2018.

Sur les conseils de Didier Deschamps qui souhaite qu'il dispose de plus de temps de jeu, le 31 janvier 2018, Olivier Giroud s'engage pour un an et demi (plus une saison en option) avec le Chelsea FC. L'attaquant français quitte donc Arsenal après avoir inscrit 105 buts en 253 matchs toutes compétitions confondues en l'espace de cinq ans et demi.
Le 5 février 2018, il dispute son premier match avec les Blues en entrant à l'heure de jeu contre Watford en Premier League (défaite 4-1). Le 16 février suivant, il inscrit son premier but avec Chelsea lors d'un match comptant pour les huitièmes de finale de la Coupe d'Angleterre face à Hull City (4-0). Le 24 février, il est présent dans l’effectif lors de la finale de la Coupe de la Ligue anglaise contre Manchester City mais ne rentre pas sur le terrain.
Giroud inscrit ses deux premiers buts en Premier League avec Chelsea lors d'un match contre Southampton le 14 avril 2018 (victoire 2-3).
Buteur à quatre reprises lors de la phase de groupes de la Ligue Europa 2018-2019, Giroud inscrit deux autres buts en seizièmes de finale puis un triplé lors du huitième de finale retour qui oppose Chelsea au Dynamo Kiev (0-5). Il devient à cette occasion le meilleur buteur français sur une saison de Ligue Europa en atteignant un total de neuf buts.
Le 21 mai 2019, Giroud, en fin de contrat, s'engage pour une saison supplémentaire avec Chelsea. Huit jours plus tard, il remporte la finale de la Ligue Europa, en ouvrant notamment le score face à son ancien club d'Arsenal (4-1). Il termine meilleur buteur de cette compétition avec onze buts. Ce total fait de lui le meilleur buteur français sur une saison en coupe continentale. Il est nommé avec Eden Hazard et Luka Jovic pour le titre de meilleur joueur de la Ligue Europa 2019-2019 et fini 3e meilleur joueur de la compétition. Il est ensuite finaliste de la Supercoupe de l'UEFA 2019 où il marque un but. Malgré cette bonne saison européenne, il ne figure pas dans les 30 nommés pour le Ballon d'or 2019 (31e),.

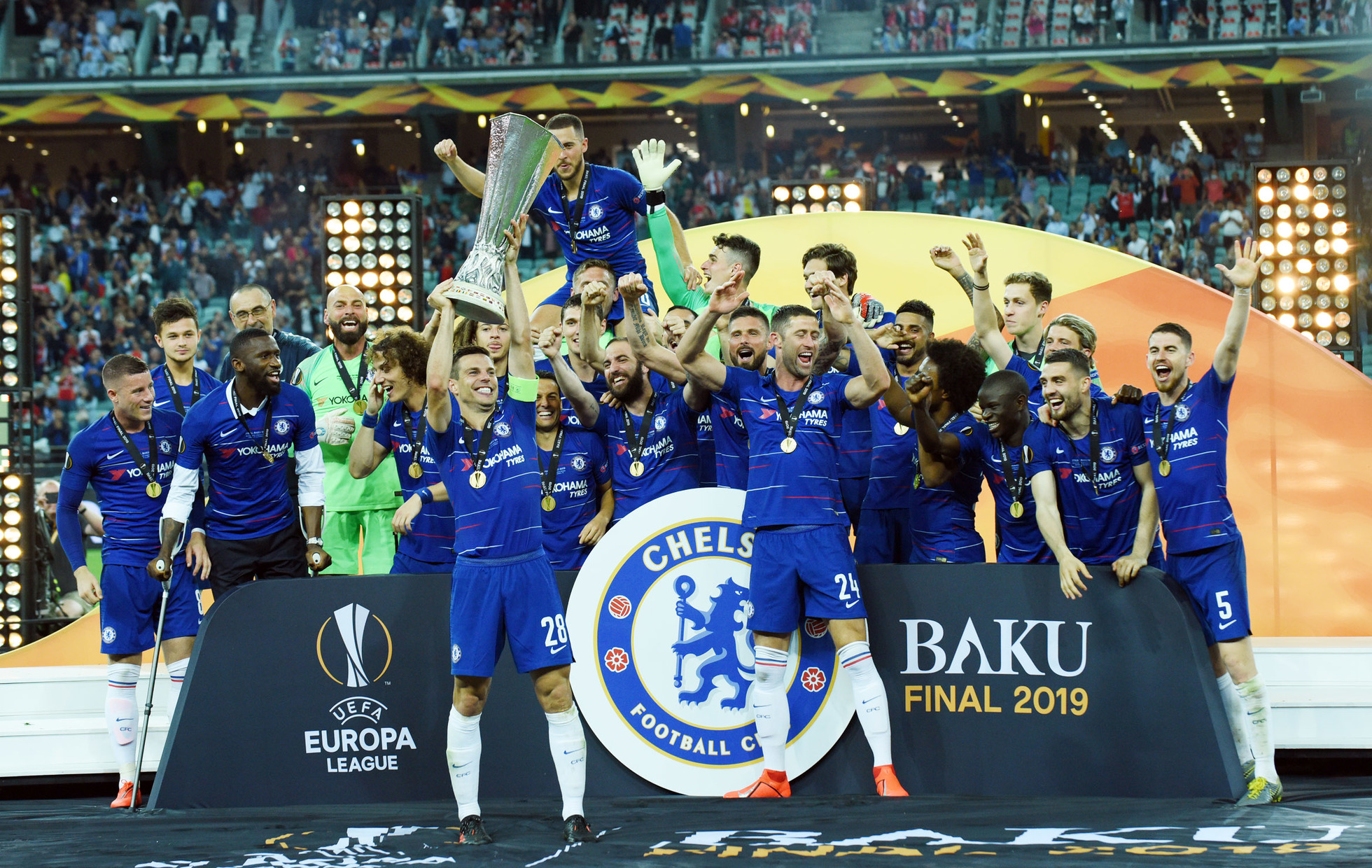
Le 29 mai 2019, Olivier Giroud remporte la Ligue Europa avec le Chelsea FC.

Très peu utilisé par Frank Lampard, Olivier Giroud est proche d'un départ durant le mercato d'hiver. L'international français n'est pas le premier choix de Frank Lampard, qui l’envoie régulièrement sur le banc. Ainsi, le natif de Chambéry n'est utilisé qu'à sept reprises (1 but) lors de la première partie de saison des Blues. Malgré un temps de jeu faible (283 minutes jouées), il bénéficie de la confiance de Didier Deschamps. Le sélectionneur des Bleus continue à faire appel à lui lors des rassemblements d'octobre et de novembre, alors que l'attaquant n'a joué à chaque fois qu'un seul match en septembre (18 minutes jouées contre Valence) et octobre (21 minutes jouées contre Burnley).
Le 20 mai 2020, Giroud prolonge de nouveau d'une saison avec Chelsea. Buteur contre Wolverhampton (victoire 2-0) lors de la dernière journée du championnat le 26 juillet, l'attaquant de Chelsea, devient le troisième meilleur buteur français de l'histoire de la Premier League derrière Nicolas Anelka et Thierry Henry. Auteur de 8 buts cette saison avec Chelsea (en 18 matches dont 12 titularisations), Giroud a marqué ses 86 buts en Championnat en huit saisons. C'est un de mieux que Louis Saha, l'ancien de Manchester United ou Fulham.

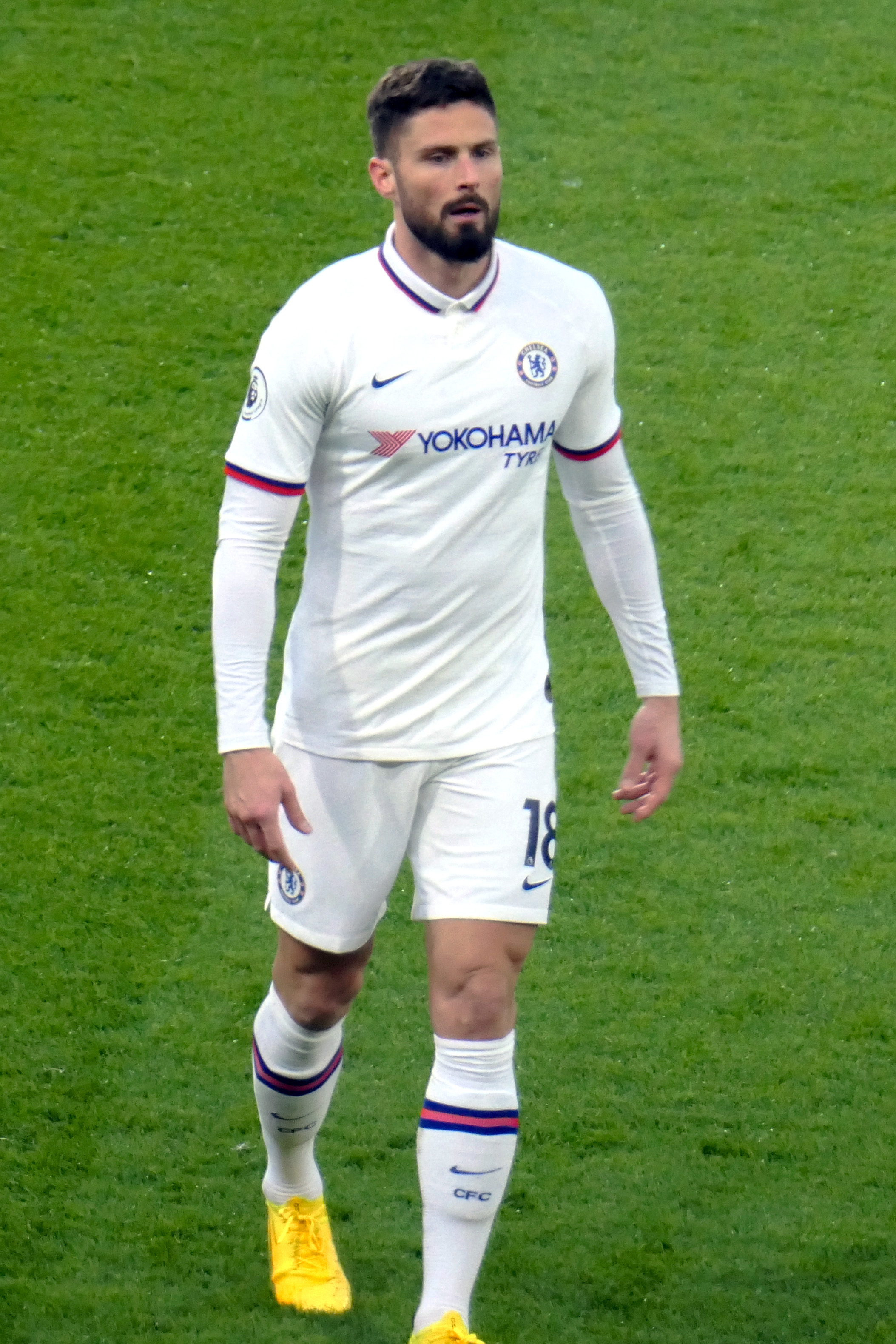
Giroud avec Chelsea en 2020.

En septembre 2020, Olivier Giroud révèle au cours d'une interview qu'il avait la possibilité de signer à Lyon en janvier 2020 mais qu'il avait refusé d'y aller car c'était le club où avait été formé Karim Benzema. Souvent l'objet de comparaisons avec Benzema et de commentaires agressifs depuis que ce dernier n'est plus appelé en sélection nationale, Olivier Giroud avait peur de subir des attaques : « malheureusement, c'est la cruelle vérité. Je suis obligé de composer avec ça. Après, sur le plan footballistique j'aurais pu assumer sans problème. Mais je n'avais pas envie de courir le moindre risque pour ma famille ou d'entraîner des désagréments en dehors du foot par rapport à ça, quand j'ai vu comment certains réagissaient ».
Le 2 décembre 2020, Giroud est titularisé à la pointe de l'attaque des Blues pour le déplacement à Séville lors de la 5e journée de Ligue des champions. Il inscrit un quadruplé pour une victoire 4-0, marquant du pied droit et gauche ainsi que de la tête et provoquant un pénalty qu'il convertit et permet à son l'équipe de prendre la première place de sa poule. À l'issue de ce match il obtient la note de 9,33, attribuée par la BBC. Le Français devient le premier joueur du club à réaliser une telle performance depuis Frank Lampard qui, hasard de la vie, est désormais entraîneur de Chelsea. Par la même occasion, Giroud devient le joueur le plus âgé à inscrire quatre buts dans la compétition, à 34 ans et 63 jours, battant ainsi le précédent record détenu par Cristiano Ronaldo et devient également le second joueur français à inscrire un quadruplé en C1 après Bafétimbi Gomis en 2011. Le 23 février 2021, il marque l'unique but du huitième de finale aller de Ligue des champions face à l'Atlético de Madrid d'un retourné acrobatique, qui est salué par la presse sportive européenne. C'est son 6e but de la compétition et est le 2e meilleur buteur de la compétition avec Neymar et Álvaro Morata et avec ce but il est le 4e joueur à avoir inscrit le plus de buts en compétition européenne depuis la saison 2018-2019, après Robert Lewandowski (27 buts), Lionel Messi (19 buts) et Erling Haaland (19 buts). Olivier Giroud devient le premier joueur de Chelsea à marquer 6 buts ou plus en Ligue des champions depuis Didier Drogba (6 buts) lors de la saison 2011-2012. Après ce match il dit pour résumer sa carrière : « Le foot est un éternel recommencement, il ne faut pas s’endormir sur ses lauriers. ». Malgré l'arrivée du nouvel entraîneur Thomas Tuchel, son statut ne change pas et Giroud doit se contenter de bouts de match. La victoire de Chelsea contre le Real Madrid en Ligue des champions (3-1 sur les deux matchs) lui permet enfin de disputer une finale dans la compétition et de devenir le 11e joueur français après Zinedine Zidane, Bixente Lizarazu, Thierry Henry, Lilian Thuram, Didier Deschamps, Robert Pirès, Patrick Vieira, Fabien Barthez, Paul Pogba et Antoine Griezmann à atteindre la finale de la Coupe du monde, de l'Euro, de la Ligue des champions et de la Ligue Europa.
Il participe à sa 6e finale de Coupe d'Angleterre, lors de la défaite de Chelsea contre Leicester City. Le 29 mai 2021, il remporte sa première ligue des champions contre Manchester City et finit meilleur buteur du club, de cette édition avec 6 buts. Bien que son arrivée à Chelsea était contestée par une partie des supporters, il aura réussi à gagner leur respect de par sa détermination, son humilité et son envie de gagner dans les grands matchs. Il a envoyé sur le banc des attaquants jugés plus talentueux, comme Gonzalo Higuain ou Alvaro Morata, profitant à chaque fois de la méforme de ses concurrents pour briller et briguer une place de titulaire. À l'issue de sa dernière année à Chelsea, il devient le septième attaquant de Chelsea le plus prolifique par ratio de but par match (depuis 2000). Le site Givemesport le classe deuxième attaquant le plus sous-estimé de la Premier League et 18e au nombre de minutes par but de l'histoire de la Premier League.

#### Scudetto à l'AC Milan (2021-2024)

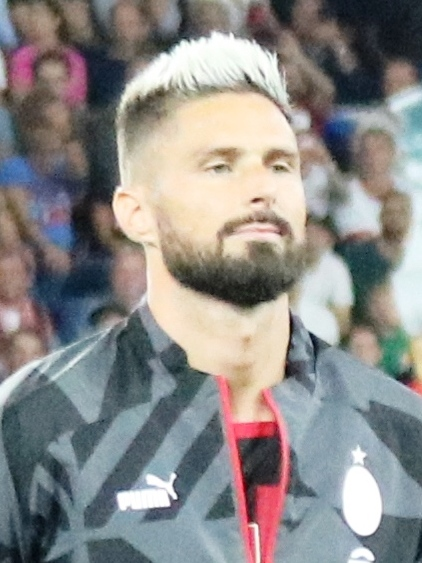
Giroud avec l'AC Milan en 2022.

Le 17 juillet 2021, l'attaquant français s'engage avec le club italien de l'AC Milan jusqu'en 2023 où il y portera le numéro 9. Giroud signe à l'AC Milan car c'est un fan du club et que beaucoup de Français y ont joué et gagné des titres importants comme Jean-Pierre Papin qui est l'un de ses joueurs préférés. Il inscrit un but lors de son premier match avec le Milan AC, lors d'un match amical contre l'OGC Nice. Il inscrit ses premiers buts dans le championnat italien lors du deuxième match de la saison contre Cagliari et reçoit la note de 7,5 par La Gazzetta dello Sport. Il est le 15e joueur français à marquer dans le championnat italien.
Le 5 février 2022, Olivier Giroud entre dans l'histoire du Derby de la Madonnina en étant notamment le deuxième joueur français après Jean-Pierre Papin en 1992, à inscrire un doublé lors de ce derby avec ses deux buts inscrits en fin de match, qui permettent à l'AC Milan de remporter la rencontre (1-2) après avoir été mené au score jusqu'à la 75e minute. Son deuxième but du match lui permet de devenir le 10e meilleur buteur français de l'histoire toutes compétitions confondues avec 291 buts. À l'issue de ce match Giroud fait la une des journaux sportif la Gazzetta Sportiva et le Corriere dello Sport - Stadio et reçoit la note de 8 par la La Gazzetta dello Sport. Le 9 février 2022, il inscrit un nouveau doublé lors de la victoire de l'AC Milan sur la Lazio Rome en quart de finale de la Coupe d'Itale et reçoit la note de 7,5 par la La Gazzetta dello Sport. Sur 11 buts, toutes compétitions confondues, 10 ont été inscrits au Stade San Siro. Le 6 mars, lors de Naples-Milan, il inscrit son premier but hors du stade de San Siro. À deux journées de la fin du championnat, Giroud est proche de remporter le titre de Champion d'Italie, le Milan AC possède deux points d'avance sur le deuxième, l'Inter Milan et 7 points d'avance sur Naples. Giroud inscrit un doublé lors du dernier match du championnat, le 22 mai, contre Sassuolo qui couronne le Milan AC du titre de champion.
Lors de la présaison à l'été 2022, il inscrit quatre buts et profite de l'absence pour cause de blessure de Zlatan Ibrahimovic.
Après deux premiers matches débutés sur le banc, l’ancien Gunner aura en effet profité de sa première titularisation, face à Bologne, pour marquer son premier but de la saison. Une réalisation à la saveur toute particulière pour le champion du monde tricolore. Ce but aidant, l’attaquant du Milan AC a en effet atteint le cap des 300 buts en carrière.
Auteur d'un doublé et de deux passes décisives, Olivier Giroud a été le grand artisan du succès de l'AC Milan face au RB Salzbourg (4-0) qui envoie le club lombard en 8es de finale de la Ligue des champions. Lors du match SSC Naples-Milan AC d'avril 2023 (score 1-1), il devient le quatrième joueur le plus âgé (36 ans et 200 jours) à marquer en phase à élimination directe de Ligue des champions (derrière Ryan Giggs, Paolo Maldini et Burak Yılmaz).
Le lendemain de la qualification de l'AC Milan en demi-finale de Ligue des Champions, le club italien annonce la prolongation d'une saison supplémentaire du contrat d'Olivier Giroud.
Le 20 mai 2023, pour le compte de la 36eme journée de Serie A, Giroud marque son premier triplé en Italie. Une semaine plus tard, il terrasse la Juventus (0-1) d'un coup de tête magistral et envoie directement le Milan en C1. Les Rossoneri sont assurés, grâce à cette victoire, de jouer la prochaine Ligue des Champions.
Le 7 octobre 2023, après un carton rouge de Mike Maignan dans le temps additionnel contre le Genoa, il prend sa place en tant que gardien pour les dernières minutes de la rencontre et réalise un arrêt décisif qui assure la victoire au Milan, lui permettant de prendre la tête de la Serie A,. À la suite de ce match, le club italien met en vente sur son site internet et dans toutes ses boutiques officielles des maillots de gardien de but floqués du nom d'Olivier Giroud. Le 9 octobre 2023, il est élu gardien de la semaine en Serie A. À l'issue de ce match, le jeu de simulation de football EA Sports FC 24 sort une carte FUT Olivier Giroud au poste de gardien, issue de l'équipe de la semaine (TOTW) et le site Givemesport le classe 3e des joueurs de champ qui ont joué gardien.
Pour cette derniere saison en Europe, toutes compétitions confondues, Giroud qui dispose toujours de chiffres pour rester compétitif, possède des statistiques supérieures à tout autre joueur âgé de 36 ans ou plus dans les cinq meilleures championnats européennes.

#### Découverte de la MLS au Los Angeles FC (2024-2025)
Le 14 mai 2024, Olivier Giroud s'engage au Los Angeles FC en paraphant un contrat jusqu'en décembre 2025,,. Son contrat comprend une option jusqu'en 2026,,.
Le 13 août 2024, il fait ses débuts avec les Wings en entrant en jeu à la 71e minute face aux Earthquakes de San José lors d'un match de Leagues Cup (victoire, 4-1),. « J’étais impatient de jouer sur ce terrain et devant ce public extraordinaire mais aussi devant ma famille et mes amis » confie-t-il après la rencontre. Le 22 août 2024, il dispute 45 minutes avec son équipe lors de la qualification pour la finale de la Leagues Cup contre les Rapids du Colorado (victoire, 4-0). Le Los Angeles FC s'incline en finale contre le Crew de Columbus malgré le premier but d'Olivier Giroud avec son nouveau club (défaite, 3-1).
Le 19 avril 2025, lors d'un match contre les Timbers de Portland, il inscrit son premier but en Major League Soccer (MLS) sur un coup franc du gauche dans la lucarne, tiré à l'entrée de la surface (match nul, 3-3),,. Il participe à la Coupe du monde des clubs de la FIFA après un match de barrage victorieux contre Club América (victoire, 2-1) et prend part aux trois matchs du club, mais après deux défaites et un nul, les Wings ne passent pas la phase de poule. Après une annonce du Los Angeles FC qui confirme le départ de son joueur , Olivier Giroud confirme son arrivée au LOSC Lille après un dernier match qu'il dispute le 25 juin 2025 contre le CR Flamengo (match nul, 1-1).

#### Retour en Ligue 1 au LOSC Lille (2025-)
Le 1er juillet 2025, treize ans après avoir quitté le Montpellier HSC, Olivier Giroud revient en France et s'engage avec le LOSC Lille en paraphant un contrat d'un an, soit jusqu'en juin 2026,,. Le 6 août 2025, il inscrit ses deux premiers buts avec les Dogues lors d'un match amical contre le Venezia FC (victoire, 3-0),,.
Le 17 août 2025, pour son premier match officiel avec Lille, en Ligue 1 contre Brest, il ouvre le score, et devient à 38 ans 10 mois et 17 jours le plus vieux buteur de l’histoire du LOSC, battant le record de José Fonte.

### Carrière internationale

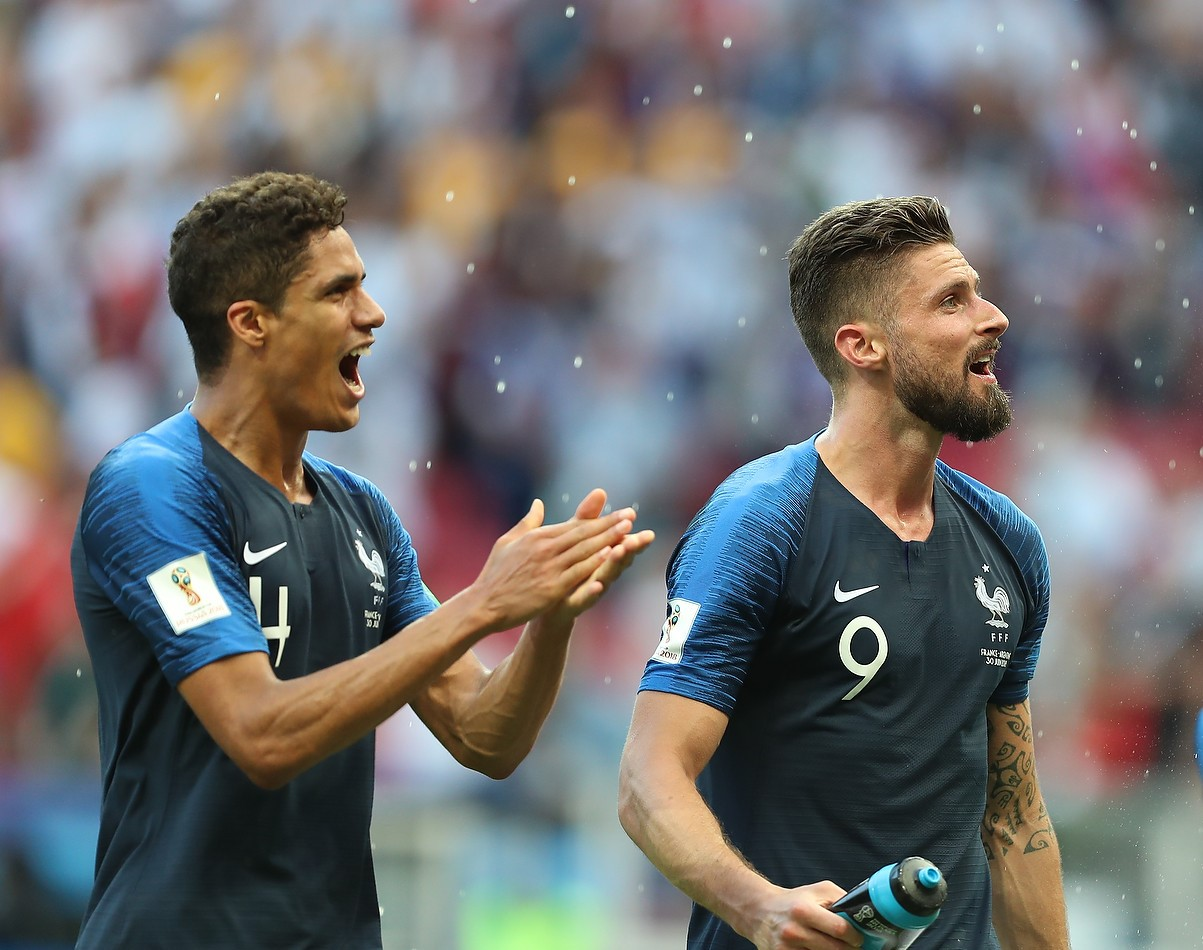
Giroud (à droite) célébrant avec Raphaël Varane la victoire de la France contre l'Argentine durant la Coupe du monde 2018.

#### Premières sélections et Euro 2012 (2011-2012)
En 2011, il est appelé pour la première fois par Laurent Blanc en équipe de France pour les deux matchs amicaux face aux États-Unis et à la Belgique. Blanc souligne qu'il aime bien avoir, à ce poste-là, un joueur atypique par la taille, avec un rôle de pivot. Il est le premier Montpelliérain sélectionné en équipe de France depuis Bruno Martini en 1996. Le 11 novembre, il entre en jeu à la 59e minute à la place de Kevin Gameiro face aux États-Unis et connaît ainsi sa première sélection chez les Bleus. Le 29 février 2012, Benzema absent, il est titularisé et marque son premier but en équipe de France lors du match amical face à l'Allemagne.
En mai 2012, il fait partie des joueurs sélectionnés par Laurent Blanc pour disputer l'Euro mais reste la doublure de Karim Benzema qui ne marque aucun but dans la compétition. Les Français sont éliminés en quarts de finale par l'Espagne (2-0), futur vainqueur de la compétition.

#### Quart de finaliste à la Coupe du monde 2014 (2012-2014)
Le 16 octobre 2012, l'équipe de France se rend en Espagne dans le cadre des éliminatoires de la Coupe du monde 2014. Remplaçant en début de match, Giroud entre en jeu à la 88e minute et marque le but égalisateur des Bleus cinq minutes plus tard (1-1). Le 22 mars 2013, il marque de la tête le premier but de l'équipe de France face à la Géorgie (3-1), match comptant pour les éliminatoires de la Coupe du monde 2014. Longtemps doublure de Benzema, Giroud est titularisé par Didier Deschamps lors du match retour contre la Géorgie. Le 11 octobre 2013, il marque son premier doublé en sélection lors d'un match remporté 6-0 par la France contre l'Australie.
Lors du premier match de préparation des Bleus à la Coupe du monde 2014 face à la Norvège, Giroud inscrit un doublé pour une victoire 4-0. Durant le troisième et dernier match de cette préparation, il délivre une passe décisive à Yohan Cabaye avant de marquer pour la huitième fois en bleu.
Lors de la Coupe du monde 2014, il marque le 100e but de l'équipe de France en phase finale de la compétition, le 20 juin contre la Suisse (victoire 5-2) en reprenant de la tête un corner tiré par Mathieu Valbuena et délivre quelques minutes plus tard une passe décisive pour ce dernier. L'équipe de France est éliminée en quarts de finale par l'Allemagne sur le score de 0-1 alors que Benzema est titulaire.

#### Finaliste de l'Euro 2016 (2014-2016)
Qualifié d'office pour l'Euro 2016 en tant que pays organisateur, les Français enchaînent les matchs amicaux. Olivier Giroud manque les derniers matchs de l'année 2014 à cause d'une blessure mais revient en mars 2015 pour les matchs contre le Brésil (défaite 1-3) et le Danemark (victoire 2-0), contre lesquels il inscrit son dixième but sous le maillot bleu.
Giroud fait ensuite partie de la liste des vingt-trois joueurs français sélectionnés pour disputer l'Euro 2016. En l'absence de Karim Benzema, Olivier Giroud figure comme le titulaire en pointe de l'attaque tricolore. Lors de la compétition, il se démarque en marquant le premier but du tournoi face à la Roumanie (victoire 2-1) puis un doublé lors du quart de finale contre l'Islande durant lequel il est élu homme du match. Il atteint la finale de la compétition avec trois buts et deux passes décisives en cinq matchs mais la sélection française s'incline lors de la prolongation face au Portugal. Il remporte le Soulier de Bronze de l'Euro (3 buts).

#### Consécration à la Coupe du monde 2018 (2016-2018)

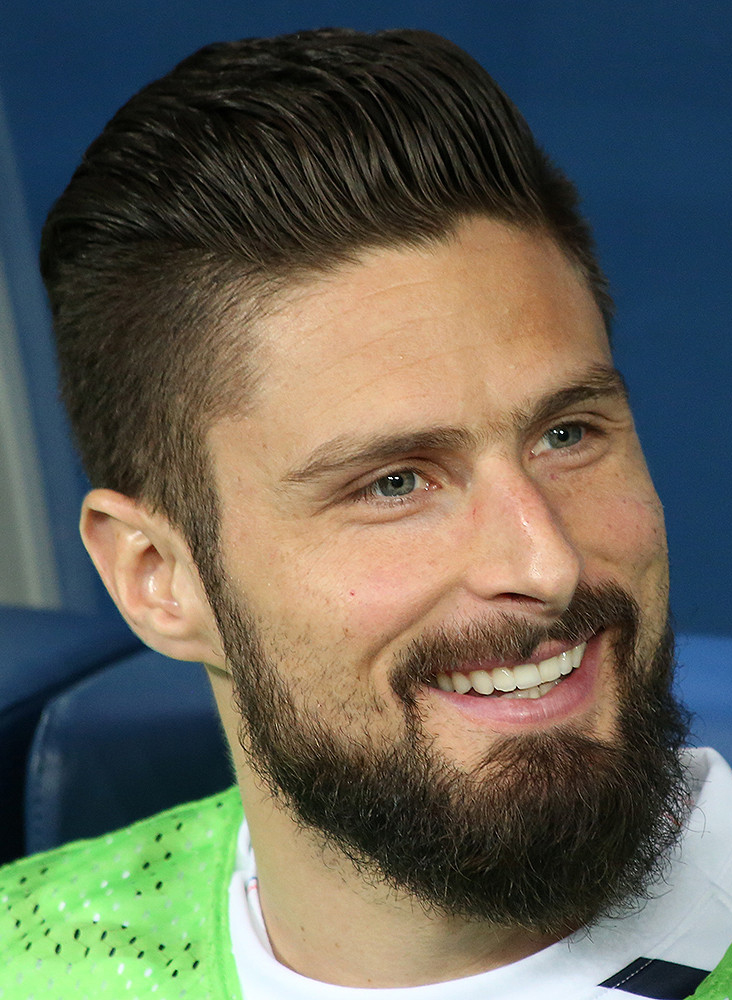
Giroud avec l'Équipe de France en 2018.

Devenu remplaçant avec son club, le natif de Chambéry reste titulaire en pointe de l'attaque tricolore. Souvent critiqué et embarqué dans une saison compliquée avec Arsenal, l'attaquant français répond encore présent face au Luxembourg (3-1), match comptant pour les éliminatoires de la Coupe du monde 2018. Il marque deux buts qui lui permettent d'entrer dans le top 10 des meilleurs buteurs français de l'histoire avec vingt-trois buts, et d'avoir le troisième meilleur ratio but par minute de l'histoire de l'équipe de France. Le 2 juin 2017, au Roazhon Park, Giroud marque un triplé (6', 13' et 69') en amical face au Paraguay, il s'agit du premier triplé d'un Bleu depuis David Trezeguet le 16 août 2000.
Le 17 mai 2018, il fait partie des vingt-trois joueurs français sélectionnés pour disputer la Coupe du monde 2018. Les Bleus sont champions du monde pour la deuxième fois à la suite d'une victoire en finale contre la Croatie (4-2).
Olivier Giroud n'est pas titulaire au début de la compétition, Ousmane Dembélé lui est préféré. Lors du premier match contre l'Australie, alors que la France se dirige vers un match nul, Giroud remplace Antoine Griezmann. À la 81e minute Paul Pogba réalise un premier une-deux avec Kylian Mbappé, un second avec Giroud, avant de reprendre d'un tir lobé du droit. Le ballon, légèrement dévié par Aziz Behich, trouve la barre et rebondit derrière la ligne de but. À la suite de ce match, Giroud devient le titulaire de l'attaque. Contre le Pérou, il décoche une frappe du gauche à gauche de la surface. Le ballon, dévié par un pied péruvien, est hors de portée du gardien file vers le but et Kylian Mbappé, pousse du droit, le ballon dans le but vide. Lors du dernier match de groupe contre le Danemark, il n’est pas en réussite, ne cadrant qu'une seule fois.
Face à l'Argentine en huitièmes de finale sur une contre-attaque partie de Lloris, Matuidi lance Giroud face à la défense à trente mètres. L'attaquant décale Mbappé sur sa droite qui n'a plus qu'à tromper Franco Armani d'une frappe croisée du droit.
Lors des demi-finales contre la Belgique, Giroud fait une frappe en pivot qui est contrée de justesse par Vincent Kompany et les Bleus obtiennent un corner côté droit. Samuel Umtiti surgit au premier poteau pour devancer Marouane Fellaini et marquer de la tête sur le centre de Griezmann. À la 79e minute de jeu, alors qu'Eden Hazard, se montre dangereux aux abords de la surface de réparation, Giroud revient pour tacler Hazard. Les supporters des Diables se sentiront floués par l’arbitrage.

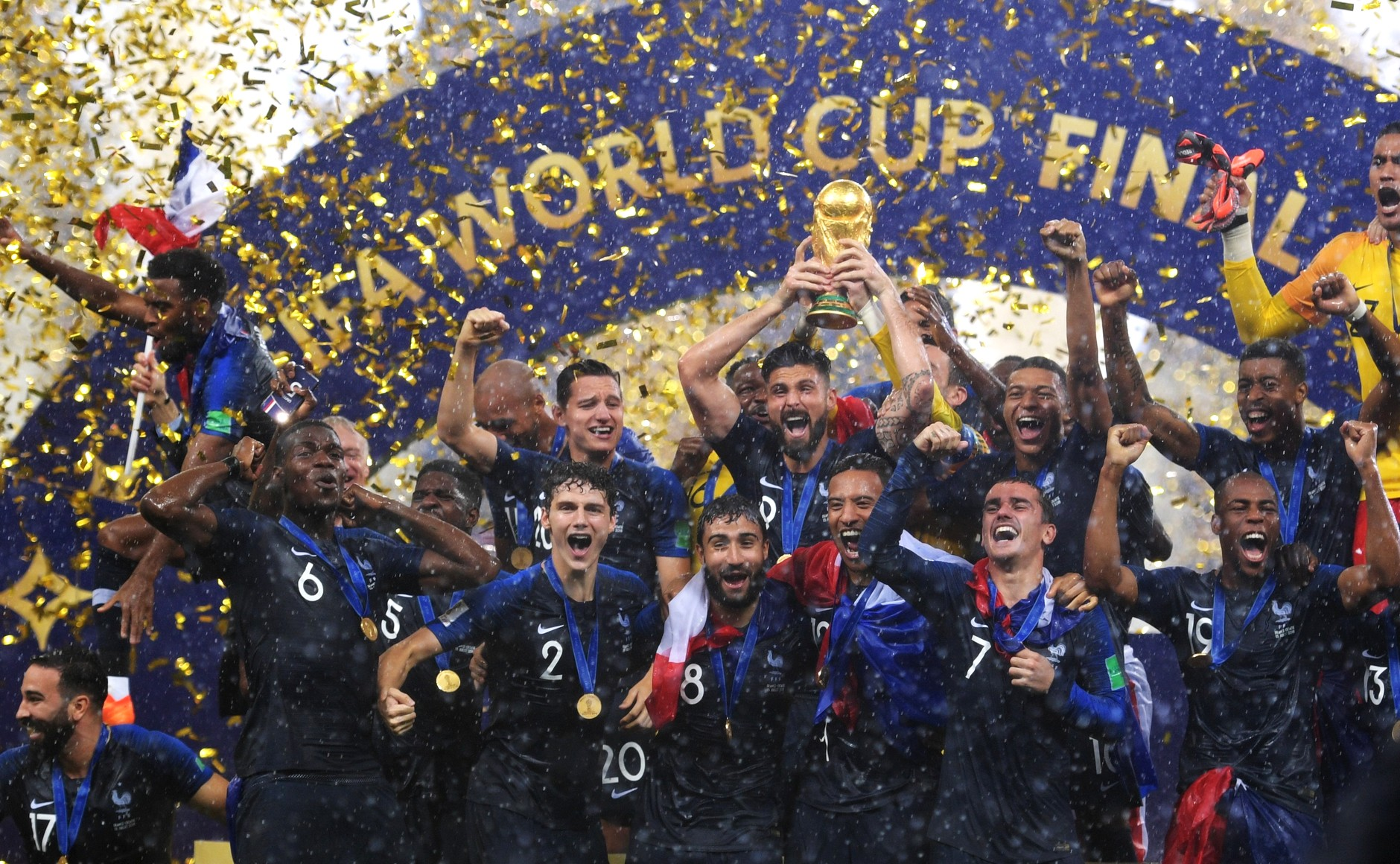
Le 15 juillet 2018, Olivier Giroud (tenant le trophée) est sacré champion du monde avec l'équipe de France.

En finale, contre la Croatie, il ne marque pas mais à la 34e minute, l'équipe de France obtient un corner côté droit, tiré par Griezmann depuis la droite vers Matuidi qui reprend de la tête au premier poteau mais Ivan Perišić détourne de la main la reprise du Français. Olivier Giroud va voir de suite l'arbitre pour signaler une faute de main. Sous la pression de Giroud l'arbitre utilise l'arbitrage vidéo et désigne le point de penalty qui sera réussi par Griezmann.
Giroud finit la compétition avec deux passes décisives et un seul tir cadré mais son rôle de joueur pivot au sein de l'attaque, le fait de fatiguer les défenses et son abattage défensif sont saluées par la presse,,, tout comme par ses coéquipiers. « C’est quand il n’est pas là qu’on voit son importance dans l’équipe », dit Lucas Hernandez après le premier match face à l'Australie qu'il ne joue pas, avant de démarrer les six rencontres suivantes en tant que titulaire. « Ceux qui disent qu’il ne sert à rien ne comprennent rien au foot ! Tout ce qu’il fait est pour le bien de l’équipe. Son rôle est capital pour nous. Il est essentiel à notre style de jeu », ajoute Adil Rami. Son absence de but à la coupe du monde est à rapprocher de la période de disette de Karim Benzema entre 2012 et 2013. Ce dernier déclara en 2013 que les gens n’attendent qu’une chose, que les attaquants marquent et que ceux qui connaissent le ballon savent que le foot, ce n’est pas que des buts.
Dans un article du Guardian paru après le match Pologne-France disputé lors de la coupe du monde 2022, le journaliste Ben Fisher écrit que l'échec d'Olivier Giroud devant le but lors la coupe du monde 2018 fait partie du folklore français.

#### Échec à l'Euro 2020 et absent de la Ligue des nations 2021 (2018-2021)
Il retrouve le chemin des filets le 9 septembre 2018 lors d'un match de Ligue des nations contre les Pays-Bas, ce but permettant à l'équipe de France de l'emporter 2-1. Il met ainsi fin à une série de dix matchs sans but en sélection,. Giroud dépasse également Zinédine Zidane au classement des buteurs en inscrivant son trente-deuxième but avec les Bleus ce jour-là.
Le 22 mars 2019, Giroud inscrit le troisième but de l'équipe de France face à la Moldavie lors de la première journée des éliminatoires de l'Euro 2020 (victoire 1-4). Il rejoint ainsi David Trezeguet à la troisième place du classement des buteurs en équipe de France avec trente-quatre buts. Il marque à nouveau trois jours plus tard lors de la victoire (4-0) face à l'Islande, et s'installe seul sur la troisième marche du podium des buteurs en sélection derrière Michel Platini (41 buts) et Thierry Henry (51 buts).
Le 7 octobre 2020, Olivier Giroud honore sa centième sélection en équipe de France en étant titularisé contre l'Ukraine. Il inscrit à cette occasion ses 41e et 42e but sous le maillot bleu et prend la seconde place au classement des meilleurs buteurs de l'histoire de l'équipe de France, derrière Thierry Henry (51) et dépassant Michel Platini (41). Le 17 novembre 2020, il inscrit un doublé contre la Suède lors du dernier match de poule du groupe C de la ligue A de la Ligue des nations 2021 et porte son total de but à 44 réalisations. Olivier Giroud finit meilleur buteur de l'année civile pour la cinquième fois et rejoint au classement Jean-Pierre Papin. L'équipe de France étant première du groupe, elle est qualifiée pour les demi-finales de la Ligue des nations qui se joue le 7 octobre 2021.

Match contre l'Ukraine en 2021

Il est sélectionné par Didier Deschamps pour disputer l'Euro 2020. Lors du dernier match de préparation, le 8 juin 2021 contre la Bulgarie, il marque un doublé et devient le plus vieux joueur de l'histoire (34 ans et 251 jours) à inscrire un doublé lors d'une rencontre avec l'équipe de France. À l'issue de ce match, il fait des déclarations en conférence de presse qui seront beaucoup commentés par la presse et qui froisseront Mbappé. Après le retour de Karim Benzema en équipe de France, il n'est pas titulaire lors de l'euro.
Il n'est pas sélectionné par Didier Deschamps pour disputer la phase finale de la Ligue des nations qui se déroule en Italie alors qu'il est le meilleur buteur français dans cette compétition avec 3 buts. Malgré sa participation à la phase de groupe de la compétition, il ne reçoit pas de médaille allouée aux vainqueurs,.

#### Finaliste de la Coupe du monde 2022 (2021-2022)
Le 19 février 2022, il est convoqué de nouveau en équipe de France à la suite du forfait de Karim Benzema. Il est titulaire face à la Côte d'Ivoire et inscrit son 47e but en équipe de France, devenant le 2e plus vieux joueur de l'histoire (35 ans et 172 jours) à inscrire un but avec les Bleus.
Face à l'Afrique du Sud, le 29 mars 2022, à 35 ans et 176 jours, son 48e but est élu 9e plus beau but de la semaine internationale 
par le site L'équipe. Il est ainsi le 3e joueur à avoir marqué onze buts consécutifs à domicile après Paul Nicolas, en 1928, et Michel Platini, en 1984. Avec ce match, il fait partie de l'équipe de France qui cumule le plus grand nombre de buts de titulaires au coup d’envoi (121 buts, battant le record de Croatie - France à l’Euro 2004, avec 112 buts). À l'issue de ces deux matchs amicaux, Olivier Giroud peut encore prétendre à une sélection au Qatar en fin d'année, ce qui serait alors sa troisième coupe du monde.
Le 19 mai 2022, Olivier Giroud n'est pas retenu par Didier Deschamps pour les matchs de la Ligue des nations de l'UEFA 2022-2023 de juin face au Danemark, la Croatie et l'Autriche, mais est présent pour ceux de septembre, il marque son 49e but lors du match retour contre l'Autriche et devient le plus vieux buteur de l'histoire des Bleus.
Performant avec l'AC Milan en Serie A et en Ligue des champions, Olivier Giroud est sélectionné par Didier Deschamps, le 10 novembre, pour disputer la Coupe du monde 2022 au Qatar. Lors du premier match de l'équipe de France, remporté face à l'Australie (4-1), il inscrit ses 50e et 51e buts et rejoint ainsi Thierry Henry au nombre de buts marqués en sélection. En huitième de finale contre la Pologne, il marque à la 44e minute, son 52e but et devient le recordman de buts inscrits sous le maillot des Bleus. Une 53e réalisation est à  mettre à son actif lors du quart de finale face à l'Angleterre (victoire 2-1), rencontre où il est désigné homme du match. Finaliste de la compétition face à l'Argentine, il remporte le Soulier de Bronze de la Coupe du monde (4 buts). La taille de Giroud et ses capacités dans les airs ont également été utiles lors de cette coupe du monde où i a remporté 19 duels aériens, soit plus que n'importe quel autre joueur français.

#### Demi-finaliste de l'Euro 2024 et retraite internationale (2022-2024)
Le 18 novembre 2023, lors de France-Gibraltar (14-0), comptant pour les éliminatoires de l'Euro 2024, Olivier Giroud inscrit un doublé et est buteur avec l'équipe de France pour la quatorzième saison d'affilée. En mai 2024, il figure dans une liste de 25 joueurs appelés par Didier Deschamps pour disputer le mois suivant l'Euro 2024. Dans un entretien accordé au journal L'Équipe, il annonce mettre un terme à sa carrière internationale après la compétition. Avant l'euro 2024, sous Didier Deschamps, la France a remporté 72% des matchs avec Giroud comme titulaire  (63/88), contre 56% lorsqu'il ne l'était pas (41/73).
Le début du tournoi est difficile pour le buteur français. Comme les autres attaquants, notamment Antoine Griezmann, placé sur le banc des remplaçants pour le match contre la Pologne, il est visé par les critiques sur le faible nombre d’occasions et de buts lors des trois premiers matchs menant à une laborieuse qualification pour les huitièmes de finale. À cette occasion, L’Équipe observe qu’il est « peu utilisé, emprunté et critiqué » par le sélectionneur qui le fait rentrer en général en fin de rencontre. Il reste sur le banc lors des matchs suivants face à la Belgique et au Portugal et rentre à onze minutes de la fin en demi-finale face à l'Espagne. Éliminés par la Roja (1-2), ce match marque la fin de la carrière internationale d'Olivier Giroud, saluée par Didier Deschamps,.
Le 15 juillet 2024, Olivier Giroud fait officiellement ses adieux à l'équipe de France. Sur son compte Instagram, il publie un long message d'adieu : « Je m'envole vers d'autres aventures. Je deviens, à partir de maintenant, le premier supporter des Bleus. Cette équipe de France que j'ai servie pendant 13 ans restera à jamais gravée dans mon coeur. Elle est ma plus grande fierté et mon plus beau souvenir »,.

## En dehors du football

### Vie privée
Il est marié avec Jennifer depuis l'été 2011. Le couple a quatre enfants : deux filles, Jade née le 18 juin 2013 et Aria née le 18 novembre 2020, et deux fils Evan né le 7 mars 2016, et Aaron né le 25 janvier 2018. Le 16 février 2014, le tabloïd anglais The Sun révèle une relation qu'aurait eue Olivier Giroud avec un mannequin anglais, Celia Kay. Il présente des excuses publiques via Twitter où sa femme vient le défendre, tout en niant avoir commis l'adultère.
Olivier Giroud est chrétien évangélique, il affirme passer régulièrement « un moment avec Jésus ». Il affirme que Jésus-Christ est avec lui sur le terrain lors des matches dans lesquels il joue. Il porte sur le bras droit en tatouage le premier verset du psaume 23 en latin : « Dominus Regit Me Et Nihil Mihi Deerit » (« Le Seigneur est mon berger, Rien ne saurait me manquer »), et arbore une croix au bras gauche. À 20 ans il a voulu se faire tatouer et il en a parlé à sa mère qui lui a dit d'écrire une phrase importante de la Bible.

### Engagements
Olivier Giroud est le parrain de l'Association européenne contre les leucodystrophies (ELA). Il est également engagé en faveur de l'ONG Portes ouvertes, qui lutte contre les persécutions des chrétiens dans le monde, de Monaco Collectif Humanitaire et de Solid'art.

## Style de joueur
Olivier Giroud s’inscrit dans la lignée des joueurs de pivot, grand en taille et bon de la tête ce qui ne l'empêche pas d'avoir une plus large panoplie de buts tels que les volées, ciseaux, retournés, coups francs ou en dribblant les défenses. Étant jeune, Olivier Giroud s'est inscrit dans une école de danse, ce qui l'a aidé à avoir de la stabilité et de la flexibilité. Doté d'un physique sur lequel il travaille énormément, Olivier Giroud a un programme d’entrainement hebdomadaire qui comporte des exercices en tout genre, banc, haltères, abdominaux, squats, pompes, poids et tractions et un régime alimentaire strict.
Le site de statistiques Whoscored qui analyse notamment les forces, faiblesses et styles des joueurs par des calculs sur les statistiques de la saison en cours montre qu'Olivier Giroud est un joueur qui aime donner le ballon dans les espaces, jouer en passes courtes, pratiquer le jeu de tête en déviation et être efficace sur coup de pied arrêté indirect. Ses points forts sont les duels aériens et la finition et il n'a pas de faiblesse particulière.
Pour Thierry Henry, Giroud est le type d'attaquants de la vieille école, il tient le ballon, passe le ballon à l'ailier, entre dans la surface et se brise le cou pour marquer d'une tête. Henry ajoute aussi que Giroud apporte beaucoup plus que seulement le but, dans le jeu. Un constat repris par Gary Lineker qui affirme avoir l’impression qu’Olivier Giroud était sous-estimé, qu'il a un excellent jeu d’avant-centre complet, qu'il conserve bien la balle, qu'il bouge bien dans le rectangle et possède une finition de top classe. Il souligne que Giroud ne reçoit pas le crédit qu’il mérite.
D'après Didier Deschamps, son style de jeu qui permet à l'équipe d'avoir des enchaînements, ne l'empêche pas d'être efficace. Giroud qui se définit comme un joueur collectif, estime que c'est important pour une équipe d'avoir un attaquant qui fait des choses que les gens ne voient pas, du pressing à la course pour dicter le passage, ouvrir des espaces. C'est un rôle plus global que les statistiques. Son mental est souvent cité par ses entraîneurs comme Arsène Wenger.
Dans un article du Guardian paru après le match de coupe de monde entre l'Angleterre et la France en 2022, Anita Asante écrit que la plupart des personnes sont tellement préoccupés par la vitesse, le contrôle du ballon et les dribbles de joueurs comme Ousmane Dembélé et Kylian Mbappé, que les meilleurs attaquants comme Olivier Giroud sont négligés. Elle souligne aussi qu'il ne faut pas sous-estimer le travail de Giroud sur les défenseurs avec son mouvement et son positionnement pour que ces derniers n'aient pas un instant de repos. C'est un travail extrêmement fatigant et frustrant car les défenseurs doivent constamment être focalisés sur ses allées et venues. Elle précise que c'est le genre d'attaquant qui n'a pas besoin d'être impliqué dans chaque action. Il se contente de préoccuper les deux défenseurs centraux voir les latéraux et de se glisser entre eux, d'étirer le jeu en les repoussant dans leur moitié de terrain ou dans leur surface et de permettre à des coéquipiers rusés, créatifs et agiles comme Kylian Mbappé, Ousmane Dembélé et Aurélien Tchouaméni de développer leur jeu. C'est un joueur d'équipe, un joueur désintéressé qui s'en tient au plan de jeu, permet aux autres de réussir et, à leur tour, ils lui permettent de faire ce pour quoi il est bon. Il les libère pour pouvoir livrer le genre de balles qu'il veut et s'attend à recevoir. Olivier Giroud est un grand atout car il permet à l'équipe d'être plus flexible et adaptable, en fonction de la façon dont elle veut jouer et de la façon dont elle pourrait être forcée de jouer.
Pour Jean-Pierre Papin, interrogé en 2024 dans l'émission Canal Foot Manager sur le poste de numéro 9, dans un épisode consacré à ce poste, estime que le numéro 9 est en voie de disparition. Papin ne voit pas beaucoup de vrais numéros 9 dans le football actuel. Il cite Olivier Giroud comme l'un des derniers survivants de ce poste.

## Statistiques

### Statistiques détaillées
| Saison                | Club                  | Championnat           | Championnat | Championnat | Championnat | Coupe nationale | Coupe nationale | Coupe nationale | Coupe de la Ligue | Coupe de la Ligue | Coupe de la Ligue | Supercoupe | Supercoupe | Supercoupe | Compétition(s) continentale(s) | Compétition(s) continentale(s) | Compétition(s) continentale(s) | Compétition(s) continentale(s) | Supercoupe UEFA | Supercoupe UEFA | Supercoupe UEFA | Coupe du monde des clubs | Coupe du monde des clubs | Coupe du monde des clubs | Total | Total | Total |
| Saison                | Club                  | Division              | M.          | B.          | P.d.        | M.              | B.              | P.d.            | M.                | B.                | P.d.              | M.         | B.         | P.d.       | Comp.                          | M.                             | B.                             | P.d.                           | M.              | B.              | P.d.            | M.                       | B.                       | P.d.                     | M.    | B.    | P.d.  |
| 2005-2006             | Grenoble Foot 38      | Ligue 2               | 6           | 0           | 0           | -               | -               | -               | -                 | -                 | -                 | -          | -          | -          | -                              | -                              | -                              | -                              | -               | -               | -               | -                        | -                        | -                        | 6     | 0     | 0     |
| 2006-2007             | Grenoble Foot 38      | Ligue 2               | 17          | 2           | 0           | 2               | 0               | 0               | 1                 | 0                 | 0                 | -          | -          | -          | -                              | -                              | -                              | -                              | -               | -               | -               | -                        | -                        | -                        | 20    | 2     | 0     |
| Sous-total            | Sous-total            | Sous-total            | 23          | 2           | 0           | 2               | 0               | 0               | 1                 | 0                 | 0                 | -          | -          | -          | -                              | -                              | -                              | -                              | -               | -               | -               | -                        | -                        | -                        | 26    | 2     | 0     |
| 2007-2008             | FC Istres (prêt)      | National              | 33          | 14          | 0           | -               | -               | -               | 1                 | 0                 | 0                 | -          | -          | -          | -                              | -                              | -                              | -                              | -               | -               | -               | -                        | -                        | -                        | 34    | 14    | 0     |
| 2008-2009             | Tours FC              | Ligue 2               | 23          | 9           | 2           | 3               | 5               | 0               | 1                 | 0                 | 0                 | -          | -          | -          | -                              | -                              | -                              | -                              | -               | -               | -               | -                        | -                        | -                        | 27    | 14    | 2     |
| 2009-2010             | Tours FC              | Ligue 2               | 38          | 21          | 7           | 2               | 1               | 0               | 2                 | 2                 | 0                 | -          | -          | -          | -                              | -                              | -                              | -                              | -               | -               | -               | -                        | -                        | -                        | 42    | 24    | 7     |
| Sous-total            | Sous-total            | Sous-total            | 61          | 30          | 9           | 5               | 6               | 0               | 3                 | 2                 | 0                 | -          | -          | -          | -                              | -                              | -                              | -                              | -               | -               | -               | -                        | -                        | -                        | 69    | 38    | 9     |
| 2010-2011             | Montpellier HSC       | Ligue 1               | 37          | 12          | 5           | 1               | 0               | 0               | 3                 | 1                 | 0                 | -          | -          | -          | C3                             | 2                              | 1                              | 0                              | -               | -               | -               | -                        | -                        | -                        | 43    | 14    | 5     |
| 2011-2012             | Montpellier HSC       | Ligue 1               | 36          | 21          | 9           | 4               | 2               | 1               | 2                 | 2                 | 0                 | -          | -          | -          | -                              | -                              | -                              | -                              | -               | -               | -               | -                        | -                        | -                        | 42    | 25    | 10    |
| Sous-total            | Sous-total            | Sous-total            | 73          | 33          | 14          | 5               | 2               | 1               | 5                 | 3                 | 0                 | -          | -          | -          | -                              | 2                              | 1                              | 0                              | -               | -               | -               | -                        | -                        | -                        | 85    | 39    | 15    |
| 2012-2013             | Arsenal FC            | Premier League        | 34          | 11          | 5           | 4               | 2               | 2               | 2                 | 2                 | 1                 | -          | -          | -          | C1                             | 7                              | 2                              | 4                              | -               | -               | -               | -                        | -                        | -                        | 47    | 17    | 12    |
| 2013-2014             | Arsenal FC            | Premier League        | 36          | 16          | 9           | 5               | 3               | 2               | 1                 | 0                 | 0                 | -          | -          | -          | C1                             | 9                              | 3                              | 1                              | -               | -               | -               | -                        | -                        | -                        | 51    | 22    | 12    |
| 2014-2015             | Arsenal FC            | Premier League        | 27          | 14          | 3           | 5               | 3               | 1               | -                 | -                 | -                 | 1          | 1          | 0          | C1                             | 3                              | 1                              | 0                              | -               | -               | -               | -                        | -                        | -                        | 36    | 19    | 4     |
| 2015-2016             | Arsenal FC            | Premier League        | 38          | 16          | 6           | 5               | 3               | 0               | 2                 | 0                 | 0                 | 1          | 0          | 0          | C1                             | 7                              | 5                              | 0                              | -               | -               | -               | -                        | -                        | -                        | 53    | 24    | 6     |
| 2016-2017             | Arsenal FC            | Premier League        | 29          | 12          | 4           | 4               | 2               | 1               | 1                 | 0                 | 1                 | -          | -          | -          | C1                             | 6                              | 2                              | 1                              | -               | -               | -               | -                        | -                        | -                        | 40    | 16    | 7     |
| 2017-2018             | Arsenal FC            | Premier League        | 16          | 4           | 0           | -               | -               | -               | 3                 | 0                 | 0                 | 1          | 0          | 0          | C3                             | 6                              | 3                              | 0                              | -               | -               | -               | -                        | -                        | -                        | 26    | 7     | 0     |
| Sous-total            | Sous-total            | Sous-total            | 180         | 73          | 27          | 23              | 13              | 6               | 9                 | 2                 | 2                 | 3          | 1          | 0          | -                              | 38                             | 16                             | 6                              | -               | -               | -               | -                        | -                        | -                        | 253   | 105   | 41    |
| 2017-2018             | Chelsea FC            | Premier League        | 13          | 3           | 1           | 4               | 2               | 2               | -                 | -                 | -                 | -          | -          | -          | C1                             | 1                              | 0                              | 0                              | -               | -               | -               | -                        | -                        | -                        | 18    | 5     | 3     |
| 2018-2019             | Chelsea FC            | Premier League        | 27          | 2           | 4           | 1               | 0               | 1               | 3                 | 0                 | 0                 | -          | -          | -          | C3                             | 14                             | 11                             | 5                              | -               | -               | -               | -                        | -                        | -                        | 45    | 13    | 10    |
| 2019-2020             | Chelsea FC            | Premier League        | 18          | 8           | 0           | 3               | 1               | 1               | -                 | -                 | -                 | -          | -          | -          | C1                             | 3                              | 0                              | 0                              | 1               | 1               | 0               | -                        | -                        | -                        | 25    | 10    | 1     |
| 2020-2021             | Chelsea FC            | Premier League        | 17          | 4           | 0           | 4               | 0               | 0               | 2                 | 1                 | 0                 | -          | -          | -          | C1                             | 8                              | 6                              | 0                              | -               | -               | -               | -                        | -                        | -                        | 31    | 11    | 0     |
| Sous-total            | Sous-total            | Sous-total            | 75          | 17          | 5           | 12              | 3               | 4               | 5                 | 1                 | 0                 | -          | -          | -          | -                              | 26                             | 17                             | 5                              | 1               | 1               | 0               | -                        | -                        | -                        | 119   | 39    | 14    |
| 2021-2022             | AC Milan              | Serie A               | 29          | 11          | 4           | 4               | 3               | 0               | -                 | -                 | -                 | -          | -          | -          | C1                             | 5                              | 0                              | 0                              | -               | -               | -               | -                        | -                        | -                        | 38    | 14    | 4     |
| 2022-2023             | AC Milan              | Serie A               | 33          | 13          | 5           | 1               | 0               | 0               | -                 | -                 | -                 | 1          | 0          | 0          | C1                             | 12                             | 5                              | 2                              | -               | -               | -               | -                        | -                        | -                        | 47    | 18    | 7     |
| 2023-2024             | AC Milan              | Serie A               | 35          | 15          | 8           | 1               | 0               | 0               | -                 | -                 | -                 | -          | -          | -          | C1+C3                          | 6+5                            | 1+1                            | 2+0                            | -               | -               | -               | -                        | -                        | -                        | 47    | 17    | 10    |
| Sous-total            | Sous-total            | Sous-total            | 97          | 39          | 17          | 6               | 3               | 0               | -                 | -                 | -                 | 1          | 0          | 0          | -                              | 28                             | 7                              | 4                              | -               | -               | -               | -                        | -                        | -                        | 132   | 49    | 21    |
| 2024                  | Los Angeles FC        | MLS                   | 10+4        | 0           | 1           | 1               | 1               | 0               | -                 | -                 | -                 | -          | -          | -          | LC                             | 4                              | 1                              | 0                              | -               | -               | -               | -                        | -                        | -                        | 19    | 2     | 1     |
| 2025                  | Los Angeles FC        | MLS                   | 11          | 3           | 1           | -               | -               | -               | -                 | -                 | -                 | -          | -          | -          | CC                             | 4                              | 0                              | 0                              | -               | -               | -               | 3+1                      | 0                        | 1                        | 19    | 3     | 2     |
| Sous-total            | Sous-total            | Sous-total            | 25          | 3           | 2           | 1               | 1               | 0               | -                 | -                 | -                 | -          | -          | -          | -                              | 8                              | 1                              | 0                              | -               | -               | -               | 4                        | 0                        | 1                        | 38    | 5     | 3     |
| 2025-2026             | LOSC Lille            | Ligue 1               | 1           | 1           | 0           | -               | -               | -               | -                 | -                 | -                 | -          | -          | -          | C3                             | -                              | -                              | -                              | -               | -               | -               | -                        | -                        | -                        | 1     | 1     | 0     |
| Total sur la carrière | Total sur la carrière | Total sur la carrière | 568         | 212         | 74          | 54              | 28              | 11              | 24                | 8                 | 2                 | 4          | 1          | 0          | -                              | 102                            | 42                             | 15                             | 1               | 1               | 0               | 4                        | 0                        | 1                        | 757   | 292   | 103   |

### En sélection nationale
| Saison                | Sélection             | Phases finales        | Phases finales | Phases finales | Phases finales | Éliminatoires | Éliminatoires | Éliminatoires | Ligue Nations UEFA | Ligue Nations UEFA | Ligue Nations UEFA | Matchs amicaux | Matchs amicaux | Matchs amicaux | Total | Total | Total |
| Saison                | Sélection             | Compétition           | M              | B              | Pd             | M             | B             | Pd            | M                  | B                  | Pd                 | M              | B              | Pd             | M     | B     | Pd    |
| --------------------- | --------------------- | --------------------- | -------------- | -------------- | -------------- | ------------- | ------------- | ------------- | ------------------ | ------------------ | ------------------ | -------------- | -------------- | -------------- | ----- | ----- | ----- |
| 2011-2012             | France                | Euro 2012             | 3              | 0              | 0              | -             | -             | -             | -                  | -                  | -                  | 6              | 1              | 3              | 9     | 1     | 3     |
| 2012-2013             | France                | -                     | -              | -              | -              | 4             | 2             | 0             | -                  | -                  | -                  | 6              | 0              | 0              | 10    | 2     | 0     |
| 2013-2014             | France                | Coupe du monde 2014   | 5              | 1              | 1              | 5             | 0             | 0             | -                  | -                  | -                  | 6              | 5              | 1              | 16    | 6     | 2     |
| 2014-2015             | France                | -                     | -              | -              | -              | -             | -             | -             | -                  | -                  | -                  | 4              | 1              | 0              | 4     | 1     | 0     |
| 2015-2016             | France                | Euro 2016             | 6              | 3              | 2              | -             | -             | -             | -                  | -                  | -                  | 10             | 7              | 0              | 16    | 10    | 2     |
| 2016-2017             | France                | -                     | -              | -              | -              | 4             | 3             | 0             | -                  | -                  | -                  | 5              | 4              | 0              | 9     | 7     | 0     |
| 2017-2018             | France                | Coupe du monde 2018   | 7              | 0              | 1              | 4             | 1             | 1             | -                  | -                  | -                  | 6              | 3              | 0              | 17    | 4     | 2     |
| 2018-2019             | France                | -                     | -              | -              | -              | 4             | 2             | 0             | 4                  | 1                  | 0                  | 2              | 1              | 0              | 10    | 4     | 0     |
| 2019-2020             | France                | -                     | -              | -              | -              | 6             | 4             | 0             | -                  | -                  | -                  | -              | -              | -              | 6     | 4     | 0     |
| 2020-2021             | France                | Euro 2020             | 2              | 0              | 0              | 2             | 0             | 0             | 6                  | 3                  | 0                  | 3              | 4              | 1              | 13    | 7     | 1     |
| 2021-2022             | France                | -                     | -              | -              | -              | -             | -             | -             | -                  | -                  | -                  | 2              | 2              | 0              | 2     | 2     | 0     |
| 2022-2023             | France                | Coupe du monde 2022   | 6              | 4              | 0              | 4             | 1             | 0             | 2                  | 1                  | 1                  | 2              | 1              | 0              | 14    | 7     | 1     |
| 2023-2024             | France                | Euro 2024             | 4              | 0              | 0              | 4             | 2             | 1             | -                  | -                  | -                  | 5              | 1              | 0              | 13    | 3     | 1     |
| Total sur la carrière | Total sur la carrière | Total sur la carrière | 33             | 8              | 4              | 37            | 15            | 2             | 12                 | 5                  | 1                  | 55             | 29             | 5              | 137   | 57    | 12    |

### Liste des matchs internationaux
| Matchs internationaux d'Olivier Giroud | Matchs internationaux d'Olivier Giroud | Matchs internationaux d'Olivier Giroud                | Matchs internationaux d'Olivier Giroud | Matchs internationaux d'Olivier Giroud | Matchs internationaux d'Olivier Giroud | Matchs internationaux d'Olivier Giroud                                 |
|                                        | Date                                   | Lieu                                                  | Adversaire                             | Résultat                               | Compétition                            | Notes                                                                  |
| -------------------------------------- | -------------------------------------- | ----------------------------------------------------- | -------------------------------------- | -------------------------------------- | -------------------------------------- | ---------------------------------------------------------------------- |
| 1.                                     | 11 novembre 2011                       | Stade de France, Saint-Denis, France                  | États-Unis                             | 1 - 0                                  | Match amical                           | Entre en jeu à la place de Kevin Gameiro à la 59e minute de jeu.       |
| 2.                                     | 15 novembre 2011                       | Stade de France, Saint-Denis, France                  | Belgique                               | 0 - 0                                  | Match amical                           | Entre en jeu à la place de Karim Benzema à la 71e minute de jeu.       |
| 3.                                     | 29 février 2012                        | Weserstadion, Brême, Allemagne                        | Allemagne                              | 1 - 2                                  | Match amical                           | Titulaire et remplacé par Louis Saha à la 76e minute de jeu.           |
| 4.                                     | 27 mai 2012                            | Stade du Hainaut, Valenciennes, France                | Islande                                | 3 - 2                                  | Match amical                           | Entre en jeu à la place de Hatem Ben Arfa à la 59e minute de jeu.      |
| 5.                                     | 31 mai 2012                            | Stade Auguste Delaune, Reims, France                  | Serbie                                 | 2 - 0                                  | Match amical                           | Entre en jeu à la place de Karim Benzema à la 61e minute de jeu.       |
| 6.                                     | 5 juin 2012                            | MMArena, Le Mans, France                              | Estonie                                | 4 - 0                                  | Match amical                           | Entre en jeu à la place de Samir Nasri à la 73e minute de jeu.         |
| 7.                                     | 15 juin 2012                           | Donbass Arena, Donetsk, Ukraine                       | Ukraine                                | 0 - 2                                  | Euro 2012                              | Entre en jeu à la place de Karim Benzema à la 76e minute de jeu.       |
| 8.                                     | 19 juin 2012                           | Stade olympique, Kiev, Ukraine                        | Suède                                  | 2 - 0                                  | Euro 2012                              | Entre en jeu à la place de Yann M'Vila à la 83e minute de jeu.         |
| 9.                                     | 23 juin 2012                           | Donbass Arena, Donetsk, Ukraine                       | Espagne                                | 2 - 0                                  | Euro 2012                              | Entre en jeu à la place de Yann M'Vila à la 79e minute de jeu.         |
| 10.                                    | 15 août 2012                           | Stade Océane, Le Havre, France                        | Uruguay                                | 0 - 0                                  | Match amical                           | Titulaire et remplacé par Bafétimbi Gomis à la 75e minute de jeu.      |
| 11.                                    | 11 septembre 2012                      | Stade de France, Saint-Denis, France                  | Biélorussie                            | 3 - 1                                  | Éliminatoires Coupe du monde 2014      | Titulaire et remplacé par Mathieu Valbuena à la 60e minute de jeu.     |
| 12.                                    | 12 octobre 2012                        | Stade de France, Saint-Denis, France                  | Japon                                  | 0 - 1                                  | Match amical                           | Titulaire.                                                             |
| 13.                                    | 16 octobre 2012                        | Stade Vicente Calderón, Madrid, Espagne               | Espagne                                | 1 - 1                                  | Éliminatoires Coupe du monde 2014      | Entre en jeu à la place de Karim Benzema à la 87e minute de jeu.       |
| 14.                                    | 14 novembre 2012                       | Stade Ennio-Tardini, Parme, Italie                    | Italie                                 | 1 - 2                                  | Match amical                           | Titulaire et remplacé par Bafétimbi Gomis à la 63e minute de jeu.      |
| 15.                                    | 6 février 2013                         | Stade de France, Saint-Denis, France                  | Allemagne                              | 1 - 2                                  | Match amical                           | Entre en jeu à la place de Moussa Sissoko à la 80e minute de jeu.      |
| 16.                                    | 22 mars 2013                           | Stade de France, Saint-Denis, France                  | Géorgie                                | 3 - 1                                  | Éliminatoires Coupe du monde 2014      | Titulaire.                                                             |
| 17.                                    | 26 mars 2013                           | Stade de France, Saint-Denis, France                  | Espagne                                | 0 - 1                                  | Éliminatoires Coupe du monde 2014      | Entre en jeu à la place de Christophe Jallet à la 92e minute de jeu.   |
| 18.                                    | 5 juin 2013                            | Stade Centenario, Montevideo, Uruguay                 | Uruguay                                | 1 - 0                                  | Match amical                           | Titulaire et remplacé par Bafétimbi Gomis à la 58e minute de jeu.      |
| 19.                                    | 9 juin 2013                            | Arena do Grêmio, Porto Alegre, Brésil                 | Brésil                                 | 3 - 0                                  | Match amical                           | Entre en jeu à la place de Karim Benzema à la 70e minute de jeu.       |
| 20.                                    | 14 août 2013                           | Stade Roi Baudouin, Bruxelles, Belgique               | Belgique                               | 0 - 0                                  | Match amical                           | Entre en jeu à la place de Karim Benzema à la 74e minute de jeu.       |
| 21.                                    | 6 septembre 2013                       | Stade Boris-Paichadze, Tbilissi, Géorgie              | Géorgie                                | 0 - 0                                  | Éliminatoires Coupe du monde 2014      | Titulaire.                                                             |
| 22.                                    | 10 septembre 2013                      | Stade central, Gomel, Biélorussie                     | Biélorussie                            | 4 - 2                                  | Éliminatoires Coupe du monde 2014      | Titulaire.                                                             |
| 23.                                    | 11 octobre 2013                        | Parc des Princes, Paris, France                       | Australie                              | 6 - 0                                  | Match amical                           | Titulaire et remplacé par Karim Benzema à la 46e minute de jeu.        |
| 24.                                    | 15 octobre 2013                        | Stade de France, Saint-Denis, France                  | Finlande                               | 3 - 0                                  | Éliminatoires Coupe du monde 2014      | Titulaire et remplacé par Karim Benzema à la 81e minute de jeu.        |
| 25.                                    | 15 novembre 2013                       | Stade olympique, Kiev, Ukraine                        | Ukraine                                | 0 - 2                                  | Éliminatoires Coupe du monde 2014      | Titulaire et remplacé par Karim Benzema à la 70e minute de jeu.        |
| 26.                                    | 19 novembre 2013                       | Stade de France, Saint-Denis, France                  | Ukraine                                | 3 - 0                                  | Éliminatoires Coupe du monde 2014      | Entre en jeu à la place de Karim Benzema à la 82e minute de jeu.       |
| 27.                                    | 5 mars 2014                            | Stade de France, Saint-Denis, France                  | Pays-Bas                               | 2 - 0                                  | Match amical                           | Entre en jeu à la place de Karim Benzema à la 81e minute de jeu.       |
| 28.                                    | 27 mai 2014                            | Stade de France, Saint-Denis, France                  | Norvège                                | 4 - 0                                  | Match amical                           | Titulaire.                                                             |
| 29.                                    | 1er juin 2014                          | Allianz Riviera, Nice, France                         | Paraguay                               | 1 - 1                                  | Match amical                           | Titulaire.                                                             |
| 30.                                    | 8 juin 2014                            | Stade Pierre-Mauroy, Villeneuve-d'Ascq, France        | Jamaïque                               | 8 - 0                                  | Match amical                           | Titulaire et remplacé par Antoine Griezmann à la 71e minute de jeu.    |
| 31.                                    | 15 juin 2014                           | Stade Beira-Rio, Porto Alegre, Brésil                 | Honduras                               | 3 - 0                                  | Coupe du monde 2014                    | Entre en jeu à la place de Mathieu Valbuena à la 78e minute de jeu.    |
| 32.                                    | 20 juin 2014                           | Itaipava Arena Fonte Nova, Salvador, Brésil           | Suisse                                 | 5 - 2                                  | Coupe du monde 2014                    | Titulaire et remplacé par Paul Pogba à la 63e minute de jeu.           |
| 33.                                    | 25 juin 2014                           | Stade Maracanã, Rio de Janeiro, Brésil                | Équateur                               | 0 - 0                                  | Coupe du monde 2014                    | Entre en jeu à la place de Blaise Matuidi à la 67e minute de jeu.      |
| 34.                                    | 30 juin 2014                           | Stade national, Brasilia, Brésil                      | Nigeria                                | 2 - 0                                  | Coupe du monde 2014                    | Titulaire et remplacé par Antoine Griezmann à la 62e minute de jeu.    |
| 35.                                    | 4 juillet 2014                         | Stade Maracanã, Rio de Janeiro, Brésil                | Allemagne                              | 1 - 0                                  | Coupe du monde 2014                    | Entre en jeu à la place de Mathieu Valbuena à la 85e minute de jeu.    |
| 36.                                    | 26 mars 2015                           | Stade de France, Saint-Denis, France                  | Brésil                                 | 1 - 3                                  | Match amical                           | Entre en jeu à la place de Blaise Matuidi à la 84e minute de jeu.      |
| 37.                                    | 29 mars 2015                           | Stade Geoffroy-Guichard, Saint-Étienne, France        | Danemark                               | 2 - 0                                  | Match amical                           | Titulaire.                                                             |
| 38.                                    | 7 juin 2015                            | Stade de France, Saint-Denis, France                  | Belgique                               | 3 - 4                                  | Match amical                           | Titulaire et remplacé par Paul-Georges Ntep à la 80e minute de jeu.    |
| 39.                                    | 13 juin 2015                           | Elbasan Arena, Elbasan, Albanie                       | Albanie                                | 1 - 0                                  | Match amical                           | Titulaire et remplacé par Nabil Fekir à la 46e minute de jeu.          |
| 40.                                    | 4 septembre 2015                       | Estádio José Alvalade XXI, Lisbonne, Portugal         | Portugal                               | 0 - 1                                  | Match amical                           | Titulaire et remplacé par Antoine Griezmann à la 88e minute de jeu.    |
| 41.                                    | 7 septembre 2015                       | Matmut Atlantique, Bordeaux, France                   | Serbie                                 | 2 - 1                                  | Match amical                           | Titulaire et remplacé par Karim Benzema à la 62e minute de jeu.        |
| 42.                                    | 8 octobre 2015                         | Allianz Riviera, Nice, France                         | Arménie                                | 4 - 0                                  | Match amical                           | Entre en jeu à la place de Karim Benzema à la 81e minute de jeu.       |
| 43.                                    | 11 octobre 2015                        | Parken Stadium, Copenhague, Danemark                  | Danemark                               | 1 - 2                                  | Match amical                           | Titulaire et remplacé par Alexandre Lacazette à la 73e minute de jeu.  |
| 44.                                    | 13 novembre 2015                       | Stade de France, Saint-Denis, France                  | Allemagne                              | 2 - 0                                  | Match amical                           | Titulaire et remplacé par André-Pierre Gignac à la 69e minute de jeu.  |
| 45.                                    | 17 novembre 2015                       | Stade de Wembley, Londres, Angleterre                 | Angleterre                             | 2 - 0                                  | Match amical                           | Entre en jeu à la place de André-Pierre Gignac à la 57e minute de jeu. |
| 46.                                    | 25 mars 2016                           | Amsterdam ArenA, Amsterdam, Pays-Bas                  | Pays-Bas                               | 2 - 3                                  | Match amical                           | Titulaire et remplacé par André-Pierre Gignac à la 73e minute de jeu.  |
| 47.                                    | 29 mars 2016                           | Stade de France, Saint-Denis, France                  | Russie                                 | 4 - 2                                  | Match amical                           | Entre en jeu à la place d'André-Pierre Gignac à la 79e minute de jeu.  |
| 48.                                    | 30 mai 2016                            | Stade de la Beaujoire, Nantes, France                 | Cameroun                               | 3 - 2                                  | Match amical                           | Titulaire et remplacé par André-Pierre Gignac à la 65e minute de jeu.  |
| 49.                                    | 4 juin 2016                            | Stade Saint-Symphorien, Longeville-lès-Metz, France   | Écosse                                 | 3 - 0                                  | Match amical                           | Titulaire et remplacé par André-Pierre Gignac à la 63e minute de jeu.  |
| 50.                                    | 10 juin 2016                           | Stade de France, Saint-Denis, France                  | Roumanie                               | 2 - 1                                  | Euro 2016                              | Titulaire.                                                             |
| 51.                                    | 15 juin 2016                           | Stade Vélodrome, Marseille, France                    | Albanie                                | 2 - 0                                  | Euro 2016                              | Titulaire et remplacé par André-Pierre Gignac à la 77e minute de jeu.  |
| 52.                                    | 26 juin 2016                           | Parc Olympique lyonnais, Décines-Charpieu, France     | République d'Irlande                   | 2 - 1                                  | Euro 2016                              | Titulaire et remplacé par André-Pierre Gignac à la 73e minute de jeu.  |
| 53.                                    | 3 juillet 2016                         | Stade de France, Saint-Denis, France                  | Islande                                | 5 - 2                                  | Euro 2016                              | Titulaire et remplacé par André-Pierre Gignac à la 60e minute de jeu.  |
| 54.                                    | 7 juillet 2016                         | Stade Vélodrome, Marseille, France                    | Allemagne                              | 2 - 0                                  | Euro 2016                              | Titulaire et remplacé par André-Pierre Gignac à la 78e minute de jeu.  |
| 55.                                    | 10 juillet 2016                        | Stade de France, Saint-Denis, France                  | Portugal                               | 0 - 1                                  | Euro 2016                              | Titulaire et remplacé par André-Pierre Gignac à la 78e minute de jeu.  |
| 56.                                    | 1er septembre 2016                     | Stade San Nicola, Bari, Italie                        | Italie                                 | 1 - 3                                  | Match amical                           | Titulaire et remplacé par André-Pierre Gignac à la 45e minute de jeu.  |
| 57.                                    | 6 septembre 2016                       | Borisov Arena, Borisov, Biélorussie                   | Biélorussie                            | 0 - 0                                  | Éliminatoires Coupe du monde 2018      | Titulaire et remplacé par Kevin Gameiro à la 82e minute de jeu.        |
| 58.                                    | 11 novembre 2016                       | Stade de France, Saint-Denis, France                  | Suède                                  | 2 - 1                                  | Éliminatoires Coupe du monde 2018      | Titulaire.                                                             |
| 59.                                    | 15 novembre 2016                       | Stade Bollaert-Delelis, Lens, France                  | Côte d'Ivoire                          | 0 - 0                                  | Match amical                           | Entre en jeu à la place de Kevin Gameiro à la 63e minute de jeu.       |
| 60.                                    | 25 mars 2017                           | Stade Josy-Barthel, Belair, Luxembourg                | Luxembourg                             | 1 - 3                                  | Éliminatoires Coupe du monde 2018      | Titulaire.                                                             |
| 61.                                    | 28 mars 2017                           | Stade de France, Saint-Denis, France                  | Espagne                                | 0 - 2                                  | Match amical                           | Entre en jeu à la place de Kylian Mbappé à la 65e minute de jeu.       |
| 62.                                    | 2 juin 2017                            | Roazhon Park, Rennes, France                          | Paraguay                               | 5 - 0                                  | Match amical                           | Titulaire et remplacé par Alexandre Lacazette à la 73e minute de jeu.  |
| 63.                                    | 9 juin 2017                            | Friends Arena, Solna, Suède                           | Suède                                  | 2 - 1                                  | Éliminatoires Coupe du monde 2018      | Titulaire.                                                             |
| 64.                                    | 13 juin 2017                           | Stade de France, Saint-Denis, France                  | Angleterre                             | 3 - 2                                  | Match amical                           | Titulaire et remplacé par Laurent Koscielny à la 52e minute de jeu.    |
| 65.                                    | 31 août 2017                           | Stade de France, Saint-Denis, France                  | Pays-Bas                               | 4 - 0                                  | Éliminatoires Coupe du monde 2018      | Titulaire et remplacé par Kylian Mbappé à la 75e minute de jeu.        |
| 66.                                    | 3 septembre 2017                       | Stadium, Toulouse, France                             | Luxembourg                             | 0 - 0                                  | Éliminatoires Coupe du monde 2018      | Titulaire et remplacé par Alexandre Lacazette à la 59e minute de jeu.  |
| 67.                                    | 7 octobre 2017                         | Stade national Vassil-Levski, Sofia, Bulgarie         | Bulgarie                               | 0 - 1                                  | Éliminatoires Coupe du monde 2018      | Entre en jeu à la place de Kylian Mbappé à la 84e minute de jeu.       |
| 68.                                    | 10 octobre 2017                        | Stade de France, Saint-Denis, France                  | Biélorussie                            | 2 - 1                                  | Éliminatoires Coupe du monde 2018      | Titulaire.                                                             |
| 69.                                    | 10 novembre 2017                       | Stade de France, Saint-Denis, France                  | Pays de Galles                         | 2 - 0                                  | Match amical                           | Titulaire et remplacé par Alexandre Lacazette à la 73e minute de jeu.  |
| 70.                                    | 23 mars 2018                           | Stade de France, Saint-Denis, France                  | Colombie                               | 2 - 3                                  | Match amical                           | Titulaire et remplacé par Wissam Ben Yedder à la 73e minute de jeu.    |
| 71.                                    | 27 mars 2018                           | Stade de Saint-Pétersbourg, Saint-Pétersbourg, Russie | Russie                                 | 1 - 3                                  | Match amical                           | Entre en jeu à la place de Ousmane Dembélé à la 72e minute de jeu.     |
| 72.                                    | 28 mai 2018                            | Stade de France, Saint-Denis, France                  | République d'Irlande                   | 2 - 0                                  | Match amical                           | Titulaire.                                                             |
| 73.                                    | 1er juin 2018                          | Allianz Riviera, Nice, France                         | Italie                                 | 3 - 1                                  | Match amical                           | Entre en jeu à la place d'Antoine Griezmann à la 77e minute de jeu.    |
| 74.                                    | 9 juin 2018                            | Parc Olympique lyonnais, Décines-Charpieu, France     | États-Unis                             | 1 - 1                                  | Match amical                           | Titulaire et remplacé par Ousmane Dembélé à la 58e minute de jeu.      |
| 75.                                    | 16 juin 2018                           | Kazan Arena, Kazan, Russie                            | Australie                              | 2 - 1                                  | Coupe du monde 2018                    | Entre en jeu à la place d'Antoine Griezmann à la 70e minute de jeu.    |
| 76.                                    | 21 juin 2018                           | Iekaterinbourg Arena, Iekaterinbourg, Russie          | Pérou                                  | 1 - 0                                  | Coupe du monde 2018                    | Titulaire.                                                             |
| 77.                                    | 26 juin 2018                           | Stade Loujniki, Moscou, Russie                        | Danemark                               | 0 - 0                                  | Coupe du monde 2018                    | Titulaire.                                                             |
| 78.                                    | 30 juin 2018                           | Kazan Arena, Kazan, Russie                            | Argentine                              | 4 - 3                                  | Coupe du monde 2018                    | Titulaire.                                                             |
| 79.                                    | 6 juillet 2018                         | Stade de Nijni Novgorod, Nijni Novgorod, Russie       | Uruguay                                | 0 - 2                                  | Coupe du monde 2018                    | Titulaire.                                                             |
| 80.                                    | 10 juillet 2018                        | Stade de Saint-Pétersbourg, Saint-Pétersbourg, Russie | Belgique                               | 1 - 0                                  | Coupe du monde 2018                    | Titulaire et remplacé par Steven Nzonzi à la 85e minute de jeu.        |
| 81.                                    | 15 juillet 2018                        | Stade Loujniki, Moscou, Russie                        | Croatie                                | 4 - 2                                  | Coupe du monde 2018                    | Titulaire et remplacé par Nabil Fekir à la 81e minute de jeu.          |
| 82.                                    | 6 septembre 2018                       | Allianz Arena, Munich, Allemagne                      | Allemagne                              | 0 - 0                                  | Ligue des nations 2018-2019            | Titulaire et remplacé par Ousmane Dembélé à la 66e minute de jeu.      |
| 83.                                    | 9 septembre 2018                       | Stade de France, Saint-Denis, France                  | Pays-Bas                               | 2 - 1                                  | Ligue des nations 2018-2019            | Titulaire et remplacé par Ousmane Dembélé à la 89e minute de jeu.      |
| 84.                                    | 11 octobre 2018                        | Stade de Roudourou, Guingamp, France                  | Islande                                | 2 - 2                                  | Match amical                           | Titulaire.                                                             |
| 85.                                    | 16 octobre 2018                        | Stade de France, Saint-Denis, France                  | Allemagne                              | 2 - 1                                  | Ligue des nations 2018-2019            | Titulaire.                                                             |
| 86.                                    | 16 novembre 2018                       | Stade de Feyenoord, Rotterdam, Pays-Bas               | Pays-Bas                               | 2 - 0                                  | Ligue des nations 2018-2019            | Titulaire et remplacé par Ousmane Dembélé à la 65e minute de jeu.      |
| 87.                                    | 20 novembre 2018                       | Stade de France, Saint-Denis, France                  | Uruguay                                | 1 - 0                                  | Match amical                           | Titulaire et remplacé par Alassane Pléa à la 80e minute de jeu.        |
| 88.                                    | 22 mars 2019                           | Stade Zimbru, Chișinău, Moldavie                      | Moldavie                               | 1 - 4                                  | Éliminatoires Euro 2020                | Titulaire et remplacé par Nabil Fekir à la 81e minute de jeu.          |
| 89.                                    | 25 mars 2019                           | Stade de France, Saint-Denis, France                  | Islande                                | 4 - 0                                  | Éliminatoires Euro 2020                | Titulaire et remplacé par Moussa Sissoko à la 90e minute de jeu.       |
| 90.                                    | 8 juin 2019                            | Konya Büyükşehir Belediye Stadyumu, Konya, Turquie    | Turquie                                | 2 - 0                                  | Éliminatoires Euro 2020                | Titulaire et remplacé par Wissam Ben Yedder à la 72e minute de jeu.    |
| 91.                                    | 11 juin 2019                           | Estadi Nacional, Andorre-la-Vieille, Andorre          | Andorre                                | 0 - 4                                  | Éliminatoires Euro 2020                | Entre en jeu à la place de Wissam Ben Yedder à la 73e minute de jeu.   |
| 92.                                    | 7 septembre 2019                       | Stade de France, Saint-Denis, France                  | Albanie                                | 4 - 1                                  | Éliminatoires Euro 2020                | Titulaire.                                                             |
| 93.                                    | 10 septembre 2019                      | Stade de France, Saint-Denis, France                  | Andorre                                | 3 - 0                                  | Éliminatoires Euro 2020                | Titulaire et remplacé par Wissam Ben Yedder à la 72e minute de jeu.    |
| 94.                                    | 11 octobre 2019                        | Laugardalsvöllur, Reykjavik, Islande                  | Islande                                | 0 - 1                                  | Éliminatoires Euro 2020                | Titulaire et remplacé par Wissam Ben Yedder à la 78e minute de jeu.    |
| 95.                                    | 14 octobre 2019                        | Stade de France, Saint-Denis, France                  | Turquie                                | 1 - 1                                  | Éliminatoires Euro 2020                | Entre en jeu à la place de Wissam Ben Yedder à la 72e minute de jeu.   |
| 96.                                    | 14 novembre 2019                       | Stade de France, Saint-Denis, France                  | Moldavie                               | 2 - 1                                  | Éliminatoires Euro 2020                | Titulaire.                                                             |
| 97.                                    | 17 novembre 2019                       | Air Albania Stadium, Tirana, Albanie                  | Albanie                                | 0 - 2                                  | Éliminatoires Euro 2020                | Titulaire.                                                             |
| 98.                                    | 5 septembre 2020                       | Friends Arena, Solna, Suède                           | Suède                                  | 0 - 1                                  | Ligue des nations 2020-2021            | Titulaire et remplacé par Steven Nzonzi à la 90e+2 minute de jeu.      |
| 99.                                    | 8 septembre 2020                       | Stade de France, Saint-Denis, France                  | Croatie                                | 4 - 2                                  | Ligue des nations 2020-2021            | Entre en jeu à la place de Wissam Ben Yedder à la 63e minute de jeu.   |
| 100.                                   | 7 octobre 2020                         | Stade de France, Saint-Denis, France                  | Ukraine                                | 7 - 1                                  | Match amical                           | Titulaire et remplacé par Wissam Ben Yedder à la 73e minute de jeu.    |
| 101.                                   | 11 octobre 2020                        | Stade de France, Saint-Denis, France                  | Portugal                               | 0 - 0                                  | Ligue des nations 2020-2021            | Titulaire et remplacé par Anthony Martial à la 74e minute de jeu.      |
| 102.                                   | 14 octobre 2020                        | Stade Maksimir, Zagreb, Croatie                       | Croatie                                | 1 - 2                                  | Ligue des nations 2020-2021            | Entre en jeu à la place d'Antoine Griezmann à la 83e minute de jeu.    |
| 103.                                   | 11 novembre 2020                       | Stade de France, Saint-Denis, France                  | Finlande                               | 0 - 2                                  | Match amical                           | Titulaire et remplacé par Anthony Martial à la 57e minute de jeu.      |
| 104.                                   | 14 novembre 2020                       | Estádio da Luz, Lisbonne, Portugal                    | Portugal                               | 0 - 1                                  | Ligue des nations 2020-2021            | Entre en jeu à la place d'Anthony Martial à la 79e minute de jeu.      |
| 105.                                   | 17 novembre 2020                       | Stade de France, Saint-Denis, France                  | Suède                                  | 4 - 2                                  | Ligue des nations 2020-2021            | Titulaire et remplacé par Kingsley Coman à la 84e minute de jeu.       |
| 106.                                   | 24 mars 2021                           | Stade de France, Saint-Denis, France                  | Ukraine                                | 1 - 1                                  | Éliminatoires Coupe du monde 2022      | Titulaire et remplacé par Paul Pogba à la 63e minute de jeu.           |
| 107.                                   | 31 mars 2021                           | Stade Grbavica, Sarajevo, Bosnie-Herzégovine          | Bosnie-Herzégovine                     | 0 - 1                                  | Éliminatoires Coupe du monde 2022      | Entre en jeu à la place de Kingsley Coman à la 59e minute de jeu.      |
| 108.                                   | 8 juin 2021                            | Stade de France, Saint-Denis, France                  | Bulgarie                               | 3 - 0                                  | Match amical                           | Entre en jeu à la place de Karim Benzema à la 41e minute de jeu.       |
| 109.                                   | 19 juin 2021                           | Stade Ferenc-Puskás, Budapest, Hongrie                | Hongrie                                | 1 - 1                                  | Euro 2020                              | Entre en jeu à la place de Karim Benzema à la 76e minute de jeu.       |
| 110.                                   | 28 juin 2021                           | Arena Națională, Bucarest, Roumanie                   | Suisse                                 | 3 - 3 4-5 t.a.b                        | Euro 2020                              | Entre en jeu à la place de Karim Benzema à la 94e minute de jeu.       |
| 111.                                   | 25 mars 2022                           | Stade Vélodrome, Marseille, France                    | Côte d'Ivoire                          | 2 - 1                                  | Match amical                           | Titulaire.                                                             |
| 112.                                   | 29 mars 2022                           | Stade Pierre-Mauroy, Villeneuve-d'Ascq, France        | Afrique du Sud                         | 5 - 0                                  | Match amical                           | Titulaire et remplacé par Wissam Ben Yedder à la 65e minute de jeu.    |
| 113.                                   | 22 septembre 2022                      | Stade de France, Saint-Denis, France                  | Autriche                               | 2 - 0                                  | Ligue des nations 2022-2023            | Titulaire et remplacé par Christopher Nkunku à la 78e minute de jeu.   |
| 114.                                   | 25 septembre 2022                      | Parken Stadium, Copenhague, Danemark                  | Danemark                               | 0 - 2                                  | Ligue des nations 2022-2023            | Titulaire et remplacé par Christopher Nkunku à la 65e minute de jeu.   |
| 115.                                   | 22 novembre 2022                       | Stade Al-Janoub, Al Wakrah, Qatar                     | Australie                              | 4 - 1                                  | Coupe du monde 2022                    | Titulaire et remplacé par Marcus Thuram à la 89e minute de jeu.        |
| 116.                                   | 26 novembre 2022                       | Stade 974, Doha, Qatar                                | Danemark                               | 2 - 1                                  | Coupe du monde 2022                    | Titulaire et remplacé par Marcus Thuram à la 63e minute de jeu.        |
| 117.                                   | 4 décembre 2022                        | Stade Al-Thumama, Doha, Qatar                         | Pologne                                | 3 - 1                                  | Coupe du monde 2022                    | Titulaire et remplacé par Marcus Thuram à la 76e minute de jeu.        |
| 118.                                   | 10 décembre 2022                       | Stade Al-Bayt, Al-Khor, Qatar                         | Angleterre                             | 1 - 2                                  | Coupe du monde 2022                    | Titulaire.                                                             |
| 119.                                   | 14 décembre 2022                       | Stade Al-Bayt, Al-Khor, Qatar                         | Maroc                                  | 2 - 0                                  | Coupe du monde 2022                    | Titulaire et remplacé par Marcus Thuram à la 65e minute de jeu.        |
| 120.                                   | 18 décembre 2022                       | Stade de Lusail, Lusail, Qatar                        | Argentine                              | 3 - 3 4-2 t.a.b                        | Coupe du monde 2022                    | Titulaire et remplacé par Marcus Thuram à la 41e minute de jeu.        |
| 121.                                   | 24 mars 2023                           | Stade de France, Saint-Denis, France                  | Pays-Bas                               | 4 - 0                                  | Éliminatoires de l'Euro 2024           | Entre en jeu à la place de Randal Kolo Muani à la 77e minute de jeu.   |
| 122.                                   | 27 mars 2023                           | Aviva Stadium, Dublin, Irlande                        | République d'Irlande                   | 0 - 1                                  | Éliminatoires de l'Euro 2024           | Titulaire et remplacé par Moussa Diaby à la 65e minute de jeu.         |
| 123.                                   | 16 juin 2023                           | Stade de l'Algarve, Almancil, Portugal                | Gibraltar                              | 0 - 3                                  | Éliminatoires de l'Euro 2024           | Titulaire et remplacé par Randal Kolo Muani à la 65e minute de jeu.    |
| 124.                                   | 19 juin 2023                           | Stade de France, Saint-Denis, France                  | Grèce                                  | 1 - 0                                  | Éliminatoires de l'Euro 2024           | Entre en jeu à la place de Randal Kolo Muani à la 86e minute de jeu.   |
| 125.                                   | 7 septembre 2023                       | Parc des Princes, Paris, France                       | République d'Irlande                   | 2 - 0                                  | Éliminatoires de l'Euro 2024           | Titulaire et remplacé par Marcus Thuram à la 26e minute de jeu.        |
| 126.                                   | 13 octobre 2023                        | Johan Cruyff Arena, Amsterdam, Pays-Bas               | Pays-Bas                               | 1 - 2                                  | Éliminatoires de l'Euro 2024           | Entre en jeu à la place de Kingsley Coman à la 71e minute de jeu.      |
| 127.                                   | 17 octobre 2023                        | Stade Pierre-Mauroy, Villeneuve-d'Ascq, France        | Écosse                                 | 4 - 1                                  | Match amical                           | Titulaire et remplacé par Marcus Thuram à la 64e minute de jeu.        |
| 128.                                   | 18 novembre 2023                       | Allianz Riviera, Nice, France                         | Gibraltar                              | 14 - 0                                 | Éliminatoires de l'Euro 2024           | Entre en jeu à la place de Marcus Thuram à la 67e minute de jeu.       |
| 129.                                   | 21 novembre 2023                       | Stade Agiá Sofiá, Athènes, Grèce                      | Grèce                                  | 2 - 2                                  | Éliminatoires de l'Euro 2024           | Titulaire et remplacé par Marcus Thuram à la 70e minute de jeu.        |
| 130.                                   | 23 mars 2024                           | Parc Olympique lyonnais, Décines-Charpieu, France     | Allemagne                              | 0 - 2                                  | Match amical                           | Entre en jeu à la place de Marcus Thuram à la 61e minute de jeu.       |
| 131.                                   | 26 mars 2024                           | Stade Vélodrome, Marseille, France                    | Chili                                  | 3 - 2                                  | Match amical                           | Titulaire et remplacé par Marcus Thuram à la 83e minute de jeu.        |
| 132.                                   | 5 juin 2024                            | Stade Saint-Symphorien, Longeville-lès-Metz, France   | Luxembourg                             | 3 - 0                                  | Match amical                           | Entre en jeu à la place d'Antoine Griezmann à la 81e minute de jeu.    |
| 133.                                   | 9 juin 2024                            | Matmut Atlantique, Bordeaux, France                   | Canada                                 | 0 - 0                                  | Match amical                           | Titulaire et remplacé par Bradley Barcola à la 62e minute de jeu.      |
| 134.                                   | 17 juin 2024                           | Düsseldorf Arena, Düsseldorf, Allemagne               | Autriche                               | 0 - 1                                  | Euro 2024                              | Entre en jeu à la place de Kylian Mbappé à la 90e minute de jeu.       |
| 135.                                   | 21 juin 2024                           | Stade de Leipzig, Leipzig, Allemagne                  | Pays-Bas                               | 0 - 0                                  | Euro 2024                              | Entre en jeu à la place de Marcus Thuram à la 75e minute de jeu.       |
| 136.                                   | 25 juin 2024                           | BVB Stadion Dortmund, Dortmund, Allemagne             | Pologne                                | 1 - 1                                  | Euro 2024                              | Entre en jeu à la place de Bradley Barcola à la 61e minute de jeu.     |
| 137.                                   | 9 juillet 2024                         | Munich Football Arena, Munich, Allemagne              | Espagne                                | 2 - 1                                  | Euro 2024                              | Entre en jeu à la place d'Ousmane Dembélé à la 79e minute de jeu.      |

### Buts internationaux
| Buts internationaux d'Olivier Giroud | Buts internationaux d'Olivier Giroud                                           | Buts internationaux d'Olivier Giroud                                           | Buts internationaux d'Olivier Giroud                                           | Buts internationaux d'Olivier Giroud                                           | Buts internationaux d'Olivier Giroud                                           | Buts internationaux d'Olivier Giroud                                           | Buts internationaux d'Olivier Giroud                                           | Buts internationaux d'Olivier Giroud                                           |                                                                                |
|                                      | Date                                                                           | Lieu                                                                           | Adversaire                                                                     | Score                                                                          | Résultat                                                                       | Compétition                                                                    |                                                                                |                                                                                |                                                                                |
| ------------------------------------ | ------------------------------------------------------------------------------ | ------------------------------------------------------------------------------ | ------------------------------------------------------------------------------ | ------------------------------------------------------------------------------ | ------------------------------------------------------------------------------ | ------------------------------------------------------------------------------ | ------------------------------------------------------------------------------ | ------------------------------------------------------------------------------ | ------------------------------------------------------------------------------ |
| 1.                                   | 29 février 2012                                                                | Weserstadion, Brême, Allemagne                                                 | Allemagne                                                                      | 0 - 1                                                                          | 1 - 2                                                                          | Match amical                                                                   |                                                                                |                                                                                |                                                                                |
| 2.                                   | 16 octobre 2012                                                                | Stade Vicente-Calderón, Madrid, Espagne                                        | Espagne                                                                        | 1 - 1                                                                          | 1 - 1                                                                          | Éliminatoires de la Coupe du monde 2014                                        |                                                                                |                                                                                |                                                                                |
| 3.                                   | 22 mars 2013                                                                   | Stade de France, Saint-Denis, France                                           | Géorgie                                                                        | 1 - 0                                                                          | 3 - 1                                                                          | Éliminatoires de la Coupe du monde 2014                                        |                                                                                |                                                                                |                                                                                |
| 4.                                   | 11 octobre 2013                                                                | Parc des Princes, Paris, France                                                | Australie                                                                      | 2 - 0                                                                          | 6 - 0                                                                          | Match amical                                                                   |                                                                                |                                                                                |                                                                                |
| 5.                                   | 11 octobre 2013                                                                | Parc des Princes, Paris, France                                                | Australie                                                                      | 3 - 0                                                                          | 6 - 0                                                                          | Match amical                                                                   |                                                                                |                                                                                |                                                                                |
| 6.                                   | 27 mai 2014                                                                    | Stade de France, Saint-Denis, France                                           | Norvège                                                                        | 2 - 0                                                                          | 4 - 0                                                                          | Match amical                                                                   |                                                                                |                                                                                |                                                                                |
| 7.                                   | 27 mai 2014                                                                    | Stade de France, Saint-Denis, France                                           | Norvège                                                                        | 4 - 0                                                                          | 4 - 0                                                                          | Match amical                                                                   |                                                                                |                                                                                |                                                                                |
| 8.                                   | 8 juin 2014                                                                    | Stade Pierre-Mauroy, Villeneuve-d'Ascq, France                                 | Jamaïque                                                                       | 4 - 0                                                                          | 8 - 0                                                                          | Match amical                                                                   |                                                                                |                                                                                |                                                                                |
| 9.                                   | 20 juin 2014                                                                   | Itaipava Arena Fonte Nova, Salvador, Brésil                                    | Suisse                                                                         | 1 - 0                                                                          | 5 - 2                                                                          | Coupe du monde 2014                                                            |                                                                                |                                                                                |                                                                                |
| 10.                                  | 29 mars 2015                                                                   | Stade Geoffroy-Guichard, Saint-Étienne, France                                 | Danemark                                                                       | 1 - 0                                                                          | 2 - 0                                                                          | Match amical                                                                   |                                                                                |                                                                                |                                                                                |
| 11.                                  | 11 octobre 2015                                                                | Parken Stadium, Copenhague, Danemark                                           | Danemark                                                                       | 1 - 0                                                                          | 2 - 1                                                                          | Match amical                                                                   |                                                                                |                                                                                |                                                                                |
| 12.                                  | 11 octobre 2015                                                                | Parken Stadium, Copenhague, Danemark                                           | Danemark                                                                       | 2 - 0                                                                          | 2 - 1                                                                          | Match amical                                                                   |                                                                                |                                                                                |                                                                                |
| 13.                                  | 13 novembre 2015                                                               | Stade de France, Saint-Denis, France                                           | Allemagne                                                                      | 1 - 0                                                                          | 2 - 0                                                                          | Match amical                                                                   |                                                                                |                                                                                |                                                                                |
| 14.                                  | 25 mars 2016                                                                   | Amsterdam ArenA, Amsterdam, Pays-Bas                                           | Pays-Bas                                                                       | 0 - 2                                                                          | 2 - 3                                                                          | Match amical                                                                   |                                                                                |                                                                                |                                                                                |
| 15.                                  | 30 mai 2016                                                                    | Stade de la Beaujoire, Nantes, France                                          | Cameroun                                                                       | 2 - 1                                                                          | 3 - 2                                                                          | Match amical                                                                   |                                                                                |                                                                                |                                                                                |
| 16.                                  | 4 juin 2016                                                                    | Stade Saint-Symphorien, Longeville-lès-Metz, France                            | Écosse                                                                         | 1 - 0                                                                          | 3 - 0                                                                          | Match amical                                                                   |                                                                                |                                                                                |                                                                                |
| 17.                                  | 4 juin 2016                                                                    | Stade Saint-Symphorien, Longeville-lès-Metz, France                            | Écosse                                                                         | 2 - 0                                                                          | 3 - 0                                                                          | Match amical                                                                   |                                                                                |                                                                                |                                                                                |
| 18.                                  | 10 juin 2016                                                                   | Stade de France, Saint-Denis, France                                           | Roumanie                                                                       | 1 - 0                                                                          | 2 - 1                                                                          | Euro 2016                                                                      |                                                                                |                                                                                |                                                                                |
| 19.                                  | 3 juillet 2016                                                                 | Stade de France, Saint-Denis, France                                           | Islande                                                                        | 1 - 0                                                                          | 5 - 2                                                                          | Euro 2016                                                                      |                                                                                |                                                                                |                                                                                |
| 20.                                  | 3 juillet 2016                                                                 | Stade de France, Saint-Denis, France                                           | Islande                                                                        | 5 - 1                                                                          | 5 - 2                                                                          | Euro 2016                                                                      |                                                                                |                                                                                |                                                                                |
| 21.                                  | 1er septembre 2016                                                             | Stade San Nicola, Bari, Italie                                                 | Italie                                                                         | 1 - 2                                                                          | 1 - 3                                                                          | Match amical                                                                   |                                                                                |                                                                                |                                                                                |
| 22.                                  | 25 mars 2017                                                                   | Stade Josy Barthel, Luxembourg, Luxembourg                                     | Luxembourg                                                                     | 0 - 1                                                                          | 1 - 3                                                                          | Éliminatoires de la Coupe du monde 2018                                        |                                                                                |                                                                                |                                                                                |
| 23.                                  | 25 mars 2017                                                                   | Stade Josy Barthel, Luxembourg, Luxembourg                                     | Luxembourg                                                                     | 1 - 3                                                                          | 1 - 3                                                                          | Éliminatoires de la Coupe du monde 2018                                        |                                                                                |                                                                                |                                                                                |
| 24.                                  | 2 juin 2017                                                                    | Roazhon Park, Rennes, France                                                   | Paraguay                                                                       | 1 - 0                                                                          | 5 - 0                                                                          | Match amical                                                                   |                                                                                |                                                                                |                                                                                |
| 25.                                  | 2 juin 2017                                                                    | Roazhon Park, Rennes, France                                                   | Paraguay                                                                       | 2 - 0                                                                          | 5 - 0                                                                          | Match amical                                                                   |                                                                                |                                                                                |                                                                                |
| 26.                                  | 2 juin 2017                                                                    | Roazhon Park, Rennes, France                                                   | Paraguay                                                                       | 3 - 0                                                                          | 5 - 0                                                                          | Match amical                                                                   |                                                                                |                                                                                |                                                                                |
| 27.                                  | 9 juin 2017                                                                    | Friends Arena, Solna, Suède                                                    | Suède                                                                          | 0 - 1                                                                          | 2 - 1                                                                          | Éliminatoires de la Coupe du monde 2018                                        |                                                                                |                                                                                |                                                                                |
| 28.                                  | 10 octobre 2017                                                                | Stade de France, Saint-Denis, France                                           | Biélorussie                                                                    | 2 - 0                                                                          | 2 - 1                                                                          | Éliminatoires de la Coupe du monde 2018                                        |                                                                                |                                                                                |                                                                                |
| 29.                                  | 10 novembre 2017                                                               | Stade de France, Saint-Denis, France                                           | Pays de Galles                                                                 | 2 - 0                                                                          | 2 - 0                                                                          | Match amical                                                                   |                                                                                |                                                                                |                                                                                |
| 30.                                  | 23 mars 2018                                                                   | Stade de France, Saint-Denis, France                                           | Colombie                                                                       | 1 - 0                                                                          | 2 - 3                                                                          | Match amical                                                                   |                                                                                |                                                                                |                                                                                |
| 31.                                  | 28 mai 2018                                                                    | Stade de France, Saint-Denis, France                                           | République d'Irlande                                                           | 1 - 0                                                                          | 2 - 0                                                                          | Match amical                                                                   |                                                                                |                                                                                |                                                                                |
| 32.                                  | 9 septembre 2018                                                               | Stade de France, Saint-Denis, France                                           | Pays-Bas                                                                       | 2 - 1                                                                          | 2 - 1                                                                          | Ligue des nations                                                              |                                                                                |                                                                                |                                                                                |
| 33.                                  | 20 novembre 2018                                                               | Stade de France, Saint-Denis, France                                           | Uruguay                                                                        | 1 - 0                                                                          | 1 - 0                                                                          | Match amical                                                                   |                                                                                |                                                                                |                                                                                |
| 34.                                  | 22 mars 2019                                                                   | Stade Zimbru, Chișinău, Moldavie                                               | Moldavie                                                                       | 0 - 3                                                                          | 1 - 4                                                                          | Éliminatoires de l'Euro 2020                                                   |                                                                                |                                                                                |                                                                                |
| 35.                                  | 25 mars 2019                                                                   | Stade de France, Saint-Denis, France                                           | Islande                                                                        | 2 - 0                                                                          | 4 - 0                                                                          | Éliminatoires de l'Euro 2020                                                   |                                                                                |                                                                                |                                                                                |
| 36.                                  | 7 septembre 2019                                                               | Stade de France, Saint-Denis, France                                           | Albanie                                                                        | 2 - 0                                                                          | 4 - 1                                                                          | Éliminatoires de l'Euro 2020                                                   |                                                                                |                                                                                |                                                                                |
| 37.                                  | 11 octobre 2019                                                                | Laugardalsvöllur, Reykjavik, Islande                                           | Islande                                                                        | 0 - 1                                                                          | 0 - 1                                                                          | Éliminatoires de l'Euro 2020                                                   |                                                                                |                                                                                |                                                                                |
| 38.                                  | 14 octobre 2019                                                                | Stade de France, Saint-Denis, France                                           | Turquie                                                                        | 1 - 0                                                                          | 1 - 1                                                                          | Éliminatoires de l'Euro 2020                                                   |                                                                                |                                                                                |                                                                                |
| 39.                                  | 14 novembre 2019                                                               | Stade de France, Saint-Denis, France                                           | Moldavie                                                                       | 2 - 1                                                                          | 2 - 1                                                                          | Éliminatoires de l'Euro 2020                                                   |                                                                                |                                                                                |                                                                                |
| 40.                                  | 8 septembre 2020                                                               | Stade de France, Saint-Denis, France                                           | Croatie                                                                        | 4 - 2                                                                          | 4 - 2                                                                          | Ligue des nations 2020-2021                                                    |                                                                                |                                                                                |                                                                                |
| 41.                                  | 7 octobre 2020                                                                 | Stade de France, Saint-Denis, France                                           | Ukraine                                                                        | 2 - 0                                                                          | 7 - 1                                                                          | Match amical                                                                   |                                                                                |                                                                                |                                                                                |
| 42.                                  | 7 octobre 2020                                                                 | Stade de France, Saint-Denis, France                                           | Ukraine                                                                        | 3 - 0                                                                          | 7 - 1                                                                          | Match amical                                                                   |                                                                                |                                                                                |                                                                                |
| 43.                                  | 17 novembre 2020                                                               | Stade de France, Saint-Denis, France                                           | Suède                                                                          | 1 - 1                                                                          | 4 - 2                                                                          | Ligue des nations 2020-2021                                                    |                                                                                |                                                                                |                                                                                |
| 44.                                  | 17 novembre 2020                                                               | Stade de France, Saint-Denis, France                                           | Suède                                                                          | 3 - 1                                                                          | 4 - 2                                                                          | Ligue des nations 2020-2021                                                    |                                                                                |                                                                                |                                                                                |
| 45.                                  | 8 juin 2021                                                                    | Stade de France, Saint-Denis, France                                           | Bulgarie                                                                       | 2 - 0                                                                          | 3 - 0                                                                          | Match amical                                                                   |                                                                                |                                                                                |                                                                                |
| 46.                                  | 8 juin 2021                                                                    | Stade de France, Saint-Denis, France                                           | Bulgarie                                                                       | 3 - 0                                                                          | 3 - 0                                                                          | Match amical                                                                   |                                                                                |                                                                                |                                                                                |
| 47.                                  | 25 mars 2022                                                                   | Stade Vélodrome, Marseille, France                                             | Côte d'Ivoire                                                                  | 1 - 1                                                                          | 2 - 1                                                                          | Match amical                                                                   |                                                                                |                                                                                |                                                                                |
| 48.                                  | 29 mars 2022                                                                   | Stade Pierre-Mauroy, Villeneuve-d'Ascq, France                                 | Afrique du Sud                                                                 | 2 - 0                                                                          | 5 - 0                                                                          | Match amical                                                                   |                                                                                |                                                                                |                                                                                |
| 49.                                  | 22 septembre 2022                                                              | Stade de France, Saint-Denis, France                                           | Autriche                                                                       | 2 - 0                                                                          | 2 - 0                                                                          | Ligue des nations 2022-2023                                                    |                                                                                |                                                                                |                                                                                |
| 50.                                  | 22 novembre 2022                                                               | Stade Al-Janoub, Al Wakrah, Qatar                                              | Australie                                                                      | 2 - 1                                                                          | 4 - 1                                                                          | Coupe du monde 2022                                                            |                                                                                |                                                                                |                                                                                |
| 51.                                  | 22 novembre 2022                                                               | Stade Al-Janoub, Al Wakrah, Qatar                                              | Australie                                                                      | 4 - 1                                                                          | 4 - 1                                                                          | Coupe du monde 2022                                                            |                                                                                |                                                                                |                                                                                |
| 52.                                  | 4 décembre 2022                                                                | Stade Al-Thumama, Doha, Qatar                                                  | Pologne                                                                        | 1 - 0                                                                          | 3 - 1                                                                          | Coupe du monde 2022                                                            |                                                                                |                                                                                |                                                                                |
| 53.                                  | 10 décembre 2022                                                               | Stade Al-Bayt, Al-Khor, Qatar                                                  | Angleterre                                                                     | 1 - 2                                                                          | 1 - 2                                                                          | Coupe du monde 2022                                                            |                                                                                |                                                                                |                                                                                |
| 54.                                  | 16 juin 2023                                                                   | Stade de l'Algarve, Almancil, Portugal                                         | Gibraltar                                                                      | 0 - 1                                                                          | 0 - 3                                                                          | Éliminatoires de l'Euro 2024                                                   |                                                                                |                                                                                |                                                                                |
| 55.                                  | 18 novembre 2023                                                               | Allianz Riviera, Nice, France                                                  | Gibraltar                                                                      | 13 - 0                                                                         | 14 - 0                                                                         | Éliminatoires de l'Euro 2024                                                   |                                                                                |                                                                                |                                                                                |
| 56.                                  | 18 novembre 2023                                                               | Allianz Riviera, Nice, France                                                  | Gibraltar                                                                      | 14 - 0                                                                         | 14 - 0                                                                         | Éliminatoires de l'Euro 2024                                                   |                                                                                |                                                                                |                                                                                |
| 57.                                  | 26 mars 2024                                                                   | Stade Vélodrome, Marseille, France                                             | Chili                                                                          | 3 - 1                                                                          | 3 - 2                                                                          | Match amical                                                                   |                                                                                |                                                                                |                                                                                |
| Total                                | 57 buts (6 du pied droit, 35 du pied gauche, 16 de la tête) en 131 sélections. | 57 buts (6 du pied droit, 35 du pied gauche, 16 de la tête) en 131 sélections. | 57 buts (6 du pied droit, 35 du pied gauche, 16 de la tête) en 131 sélections. | 57 buts (6 du pied droit, 35 du pied gauche, 16 de la tête) en 131 sélections. | 57 buts (6 du pied droit, 35 du pied gauche, 16 de la tête) en 131 sélections. | 57 buts (6 du pied droit, 35 du pied gauche, 16 de la tête) en 131 sélections. | 57 buts (6 du pied droit, 35 du pied gauche, 16 de la tête) en 131 sélections. | 57 buts (6 du pied droit, 35 du pied gauche, 16 de la tête) en 131 sélections. | 57 buts (6 du pied droit, 35 du pied gauche, 16 de la tête) en 131 sélections. |

## Palmarès
| Montpellier HSC (1)                                                                  | Arsenal (6) | Chelsea (3) | AC Milan (1)                                                                                                 | Los Angeles FC (1)                                                             | Équipe de France (1)                                                                                 |
| ------------------------------------------------------------------------------------ | --- | --- | --- | ------------------------------------------------------------------------------ | --- |
| - Championnat de France (1) - Champion : 2012 - Coupe de la Ligue - Finaliste : 2011 | - Coupe d'Angleterre (3) - Vainqueur : 2014, 2015 et 2017 - Community Shield (3) - Vainqueur : 2014, 2015 et 2017 - Championnat d'Angleterre - Vice-champion : 2016 | - Coupe d'Angleterre (1) - Vainqueur : 2018 - Finaliste : 2020 et 2021 - Coupe de la Ligue : - Finaliste : 2019 - Ligue Europa (1) - Vainqueur : 2019 - Ligue des champions (1) - Vainqueur : 2021 - Supercoupe de l'UEFA - Finaliste : 2019 | - Championnat d'Italie (1) - Champion : 2022 - Vice-champion : 2024 - Supercoupe d'Italie - Finaliste : 2023 | - Coupe des États-Unis (1) - Vainqueur : 2024 - Leagues Cup - Finaliste : 2024 | - Coupe du monde (1) - Vainqueur : 2018 - Finaliste : 2022 - Championnat d'Europe - Finaliste : 2016 |

### En club
Avec le Montpellier HSC, il est Champion de France en 2012 et finaliste de la Coupe de la Ligue en 2011 contre l'Olympique de Marseille.
Sous le maillot d'Arsenal FC, il remporte la Coupe d'Angleterre en 2014, 2015 et 2017, le Community Shield en 2014 durant lequel il marque le troisième but puis en 2015 et 2017.
Avec le Chelsea FC, il remporte la Coupe d'Angleterre en 2018, la Ligue Europa en 2019 et la Ligue des champions de l'UEFA en 2021. Il est aussi finaliste de la Supercoupe de l'UEFA en 2019 et de la Coupe d'Angleterre en 2020 et 2021.
Avec l'AC Milan, il remporte le championnat d'Italie en 2022 et est finaliste de la Supercoupe d'Italie de football en 2023.
Avec le Los Angeles FC, il est successivement en 2024, finaliste de la Leagues Cup, vainqueur de la Coupe des États-Unis de soccer en marquant lors de chacune des deux finales puis remporte la saison régulière de la Conférence Ouest en MLS.
Il remporte tout au long de sa carrière en club divers tournois saisonniers et amicaux comme la Markus Liebherr Memorial Cup en 2012, la Hong Kong Jockey Club Charities Trust Challenge Cup en 2012, la Saitama City Cup en 2012, l’Indonesia Cup en 2013, le Super Match en 2013 et 2016, la New York Cup en 2014, l’Emirates Cup en 2015 et 2017, le MLS All-Stars en 2015, le Barclays Asia Trophy en 2015, la FAW Toyota Cup en 2017 et l’Audi Football Summit Shanghai en 2017 avec Arsenal FC. Avec Chelsea, il remporte la Rakuten Cup en 2019 puis est finaliste de la J.League World Challenge en 2019. Avec le LOSC, il est finaliste de la Boyle Sports Cup en 2025,
.

### En sélection nationale
Avec l'équipe de France A, Olivier Giroud totalise 137 sélections pour 57 buts de 2011 à 2024. Il est finaliste du Championnat d'Europe 2016, remporte la Coupe du monde 2018 puis est finaliste de la Coupe du monde 2022.

## Distinctions et records
Sous le maillot du Tours FC, il reçoit en 2009, le trophée UNFP de joueur du mois de Ligue 2 en septembre et novembre et le trophée de meilleur joueur de l'année de Ligue 2 France Football. En 2010, il reçoit le trophée de meilleur joueur de Ligue 2, est membre de l'équipe-type UNFP de Ligue 2 puis finit meilleur buteur de Ligue 2 (21 buts).
Sous les couleurs du Montpellier HSC, il est en 2012, membre de l'équipe-type UNFP et le meilleur buteur de Ligue 1 (21 buts).
Avec Arsenal, il est élu Joueur du mois de Premier League en mars 2015. Il est le quatrième joueur d'Arsenal à marquer lors de chacune des trois premières journées de championnat d'Angleterre (après Sylvain Wiltord, Thierry Henry et José Antonio Reyes). Il est le 12e joueur du club à atteindre les 100 buts le plus rapidement (lors de sa 237e apparition). Sa passe décisive pour Jack Wilshere contre Norwich en 2013 a été classé 7e plus belle passe décisive de la Premier League par le site Givemesport.
Sous le maillot de Chelsea, lors de la Ligue Europa 2018-2019, il est membre de l'équipe-type de la compétition, meilleur buteur de la compétition (11 buts), élu troisième meilleur joueur de la compétition, membre de l'équipe qui remporte la Ligue Europa sans perdre un match (première en Europe) et devient le premier joueur de Chelsea à inscrire 10 buts dans une saison de coupe d'Europe. Lors du match de Premier League de la saison 2020-2021, Chelsea-Wolves du 27 juillet 2020, il devient le joueur le plus âgé à marquer lors de cinq titularisations consécutives en Premier League, dépassant Jamie Vardy (32 ans). Lors de la Ligue des champions de l'UEFA 2020-2021, il est élu joueur de la semaine (semaine 5) lors de Séville-Chelsea en décembre 2020 et lors de ce match il devient le plus vieux joueur de l'histoire (34 ans et 63 jours) à inscrire un quadruplé en Ligue des champions (devant Cristiano Ronaldo), le deuxième joueur français à inscrire un quadruplé en ligue des champions (derrière Bafétimbi Gomis),,, le 15e joueur de l'histoire à inscrire un quadruplé en ligue des champions et le 11e joueur à inscrire un triplé avec deux clubs différents en Ligue des champions. Il est élu joueur du match lors du match de Ligue des champions Atlético de Madrid-Chelsea FC en février 2021 et son but contre l'Atlético de Madrid est élu troisième plus beau but de la Ligue des champions, titre décerné par les fans sur le site de l'UEFA. Olivier Giroud est membre de l'équipe de l'année France Football en 2021. Il est membre du Guinness World Records de 2022 comme joueur le plus âgé ayant réalisé le coup du chapeau en Ligue des champions. Lors de son passage à Chelsea il devient le deuxième au classement des remplaçants les plus prolifiques de la Premier League, le troisième meilleur buteur français du championnat d'Angleterre (derrière Nicolas Anelka et Thierry Henry), le quatrième meilleur buteur de la tête du championnat d'Angleterre (depuis l'instauration de la Premier League), le huitième meilleur buteur de l'histoire de la Coupe d'Angleterre (16 buts en 34 matches) et le septième au classement des vainqueurs de la Coupe d'Angleterre (4 victoires).
Sous le maillot du Milan AC, lors du match de Serie A de la saison 2021-2022, AC Milan-Cagliari en août 2021, il est élu homme du match et devient le 15e joueur français à marquer dans le championnat italien. Il est élu homme du match lors d'AC Milan-Torino, en octobre 2021 et lors de ce match il devient le deuxième joueur de l'AC Milan depuis 1994 (après Mario Balotelli en 2013) à marquer lors de ses trois premiers matchs à domicile en Série A. Il est élu homme du match lors d'Inter-AC Milan, en février 2022. Il est le joueur le plus vieux à inscrire un doublé lors d'une première saison de Serie A (35 ans et 234 jours) contre Sassuolo, le 22 mai 2022 et le joueur français le plus vieux à inscrire 10 buts lors d'une saison de Serie A (35 ans et 234 jours). Après le match Sampdoria-Milan AC du 10 septembre 2022, il cumule 26 matchs sans défaites en Serie A, en tant que titulaire. Il est élu meilleur joueur de Serie A du mois, en septembre 2022. En Ligue des champions de l'UEFA 2022-2023, lors du match du 2 novembre 2022 contre le RB Salzbourg, il devient le joueur le plus âgé (36 ans et 33 jours) à être impliqué sur au moins 3 buts lors d'un match de Ligue des champions et le quatrième plus vieux joueur de l'histoire à inscrire un doublé en Ligue des champions, derrière Filippo Inzaghi (37 ans et 86 jours), Cristiano Ronaldo (36 ans et 270 jours) et Edin Dzeko (36 ans et 223 jours). Lors de la Ligue des champions de l'UEFA 2022-2023, hors gardien de but, Olivier Giroud devient le joueur français le plus âgé à disputer une demi-finale de Ligue des champions. Lors de la saison 2022-2023, Il devient le 18e meilleur buteur de la tête en club depuis 2000. À l'issue du match de Serie A de la saison 2023-2024, Genoa-AC Milan en octobre 2023, il fait partie de l’équipe de la semaine, au poste de gardien. En Ligue des champions de l'UEFA 2023-2024, lors du match Milan AC-PSG du 7 novembre 2023, il devient le Français le plus âgé à inscrire un but en Ligue des champions, devant Laurent Blanc en 2002 et le 9e buteur le plus âgé de l’histoire de la Ligue des champions.
Avec l'équipe de France, il est premier au classement des meilleurs buteurs de l'histoire avec 57 buts et troisième au classement du nombre d'apparitions en équipe de France avec 137 sélections. Il est le troisième joueur le plus décisif de l'équipe de France (buts et passes décisives : 67). Olivier Giroud détient le record du joueur ayant porté le plus souvent le numéro 9 de l'histoire de l'équipe de France (137 au 10 juillet 2024). Avec son entrée contre la Hongrie à l’Euro 2020, il devient le premier joueur français à enregistrer 100 apparitions internationales sous la direction d'un même sélectionneur. Face au Pays-Bas, le 13 octobre 2023 lors des éliminatoires de l'Euro 2024, il devient le premier joueur français à porter le maillot bleu, en match officiel, à l’âge de 37 ans. Lors du match France-Gibraltar du 18 novembre 2023 comptant pour les éliminatoires de l'Euro 2024, Olivier Giroud devient le premier joueur français à inscrire au moins un but lors de 14 saisons d'affilée avec l'équipe de France (de la saison 2011-2012 à la saison 2023-2024) et le 9 juillet 2024, contre le l'Espagne, il effectue sa 48e entrée en cours de match avec les Bleus qui constitue un record dans l’histoire de l’équipe de France,. Olivier Giroud est deuxième au classement du nombre d’apparitions en coupe du monde avec l'équipe de France avec 18 matchs (derrière Hugo Lloris et ses 20 matchs) et troisième au classement du nombre d’apparitions au championnat d'Europe avec l'équipe du France avec 15 matchs (derrière Antoine Griezmann et ses 17 matchs et Lilian Thuram et ses 16 matchs). Olivier Giroud remporte le Soulier de Bronze du championnat d'Europe en 2016 (3 buts) et le Soulier de Bronze de la Coupe du monde 2022. (4 buts). Lors de l'Euro 2016, il est élu homme du match contre l'Islande et lors de la Coupe du monde 2022, il est élu homme du match contre l'Angleterre. Olivier Giroud est membre de l'équipe de l'année World Soccer Awards en 2018, de l'équipe européenne de l'année France Football en 2018, 2020 et 2022, de l'équipe de l'année Laureus World Sports Awards en 2019, membre de l'équipe de France qui dispute 22 matchs en ayant mis à chaque fois un but (entre le 14 octobre 2020 et le 29 mars 2022), membre de l'équipe de France qui est la septième équipe ayant le plus fort pourcentage de victoires (2019, 82 %), membre de l'équipe de France qui détient simultanément le bâton de Nasazzi, le trophée de l’UFWC et le bâton de Netto (au 20 mai 2022), membre de l'équipe de France qui cumule le plus grand nombre de buts des titulaires au coup d’envoi d'un match (lors du match Argentine-France du 18 décembre 2022, 148 buts), membre de l'équipe de France qui détient le record de buts inscrits sur un match (14 buts lors de France-Gibraltar) et membre de l'équipe de France qui compte neuf buteurs différents sur un match (9 joueurs lors de France-Gibraltar). Olivier Giroud finit meilleur buteur de l'année civile à 5 reprises avec l'équipe de France (derrière Michel Platini, 7 fois et Paul Nicolas, 6 fois). Il est le meilleur buteur de l'histoire des Bleus au Stade de France, avec 25 réalisations (devant Thierry Henry, 20 buts) et sur le sol français, avec 38 buts (devant Thierry Henry, 32 buts). Il est le troisième joueur à avoir marqué onze buts consécutifs à domicile après Paul Nicolas en 1928 et Michel Platini en 1984 et le premier joueur à avoir marqué douze buts consécutifs à domicile. Il est quatrième au classement des joueurs ayant marqué sur le plus de ses titularisations consécutives avec l'équipe de France (7 matchs). Il est sixième au classement des remplaçants les plus prolifiques avec l'équipe de France (7 buts). Olivier Giroud est le plus vieux joueur de l'histoire (37 ans et 49 jours au 18 novembre 2023) à inscrire un but avec l'équipe de France (devant Roger Marche, 35 ans et 287 jours, en 1959), contre Gibraltar et le plus vieux joueur de l'histoire (37 ans et 49 jours au 18 novembre 2023) à inscrire un doublé lors d'une rencontre avec l'équipe de France (devant Juste Brouzes, 34 ans et 133 jours face à l'Italie, le 29 mai 1928). Olivier Giroud est le plus vieux passeur décisif de l'histoire de l'équipe de France (37 ans et 52 jours). Il est le plus vieux joueur de l'histoire à inscrire un but avec l'équipe de France en compétition majeure (36 ans et 70 jours au 10 décembre 2022). Olivier Giroud est le joueur le plus âgé à mettre un but en quart de finale d'une coupe du monde de football (36 ans et 70 jours au 10 décembre 2022), le deuxième plus vieux joueur (36 ans et 53 jours au 22 novembre 2022) à inscrire un doublé en Coupe du monde derrière l'attaquant camerounais Roger Milla (38 ans et 34 jours) et le huitième plus vieux buteur de l'histoire du Mondial (lors de Angleterre - France (1-2) du 10 décembre 2022). Olivier Giroud est le joueur international français ayant marqué le plus de buts de la tête au 21e siècle (16 buts). Olivier Giroud est sixième au classement des meilleurs buteurs de l'histoire de l'équipe de France en phase finale de la Coupe du Monde (5 buts) et neuvième au classement des meilleurs buteurs de l'histoire de l'équipe de France en phase finale du Championnat d'Europe (3 buts). Olivier Giroud est le deuxième meilleur buteur français pour l'Euro avec 12 buts (éliminatoires et compétitions confondues) derrière Thierry Henry et ses 18 buts et sixième meilleur buteur français pour la coupe du monde avec 11 buts (éliminatoires et compétitions confondues). Il inscrit également le 100e but des Bleus en Coupe du monde lors de la coupe du monde 2014 et le 200e but français en grande compétition (Coupe du monde et Euro). En 2024, il est 11e du Top 50 des meilleurs joueurs de l'histoire de l'équipe de France par le site 90min. 
Au niveau français, Olivier Giroud est le premier joueur français à inscrire plus de 10 buts sur une saison de Coupe d'Europe (11 buts lors de la Ligue Europa en 2018-2019) et le deuxième meilleur buteur français de l'histoire sur une saison de l'histoire des coupes d'Europe avec 11 buts (derrière Karim Benzema, 15 buts). Il est le troisième meilleur buteur français toutes compétitions européennes de clubs confondues (41 buts pour 88 matchs), le sixième meilleur buteur français dans un club étranger des grands championnats (105 buts), le sixième meilleur buteur français de l'histoire jouant dans les championnats majeurs européens (120 buts), le septième meilleur buteur français en Ligue des champions (25 buts pour 65 matchs) et le septième meilleur buteur français de l'histoire toutes compétitions confondues (345 buts),. Il est le meilleur buteur français sur une année civile en 2015 (31 buts). Olivier Giroud est le huitième joueur français à atteindre la finale de la Coupe du monde, de l'Euro, de la Ligue des champions et de la Ligue Europa. Olivier Giroud est le plus vieux joueur français à avoir remporté la Ligue des champions (34 ans et 241 jours). Olivier Giroud est le 13e joueur français à avoir remporté la Ligue des champions et la coupe du monde. Le journal L'équipe le classe 14e des 30 des personnalités qui font le foot français en 2023.
Au niveau européen, il est nommé dans les 50 meilleurs joueurs de la Ligue des  champions par le site CBS Sports en 2023 (44e).
Au niveau mondial, il remporte le prix Puskás de la FIFA en 2017 (premier joueur français à remporter ce prix). Il est nommé 30e meilleur attaquant des années 2010 par le site Givemesport. Il est nommé dans les 100 meilleurs joueurs du monde par le magazine The Guardian en 2018 (98e), en 2022 (30e) et en 2023 (50e). Il est nommé dans les 50 meilleurs joueurs du monde par le site Givemesport en 2020 (48e). Il est nommé dans les 50 meilleurs joueurs du monde par le site FourFourTwo en 2023 (93e). Il est nommé dans les 50 meilleurs joueurs de la coupe du monde 2022 par le site PFF (16e).

## Décoration
- Chevalier de la Légion d'honneur. Par décret du président de la République en date du 31 décembre 2018, tous les membres de l'équipe de France championne du monde 2018 sont promus au grade de chevalier de la Légion d'honneur[275].
- Il reçoit la médaille de la ville de Chambéry en 2018[276].

## Culture populaire
Un artiste français nommé Misfeet a consacré en 2019, un morceau techno dédié à l’avant-centre de l’équipe de France, Olivier Giroud. Le titre commence par l’exclamation d’un commentateur anglais puis un son techno de type années 1980 avec une voix qui chante « Parfois hué… Souvent sifflé… Toujours appelé… Sélectionné ».

## Filmographie

### Cinéma
- 2021 : Haters de Stéphane Marelli : lui-même

### Doublage
- 2018 : Spider-Man: New Generation : Norman Osborn / le Bouffon vert[n 1]

## Publications